# Torre de Londres
La Torre de Londres, oficialmente llamada Palacio Real y Fortaleza de su Majestad, es un castillo histórico situado en la ribera norte del río Támesis en el centro de Londres, Inglaterra. Se encuentra dentro del distrito londinense de Tower Hamlets, separado del límite norte de la ciudad por un espacio abierto conocido como Tower Hill. Se fundó hacia finales de 1066 como parte de la conquista normanda de Inglaterra. La Torre Blanca, que da nombre al castillo entero, fue construida por Guillermo el Conquistador en 1078, convirtiéndose en símbolo de la opresión en Londres por parte de la nueva élite gobernante. Desde 1100 al menos, el castillo fue usado como prisión, aunque no era este el propósito primario.
En conjunto, la Torre es un complejo de varios edificios situado dentro de dos anillos concéntricos de muros defensivos y un foso; el castillo se amplió en varias fases, sobre todo bajo el mandato de Ricardo Corazón de León, Enrique III y Eduardo I en los siglos XII y XIII. La disposición general de finales del siglo XIII se ha mantenido a pesar de la actividad posterior.
La Torre de Londres ha representado un destacado papel en la historia de Inglaterra. Fue sitiada en varias ocasiones y poseerla era importante para dominar el país. La torre ha servido como armería, tesorería, casa de fieras, Real Casa de la Moneda, registros públicos y casa de las joyas de la Corona del Reino Unido. 
Desde inicios del siglo XIV hasta el reinado de Carlos II, se organizaba una procesión desde la torre hasta la abadía de Westminster en la coronación de un nuevo monarca. Cabe destacar que en ausencia del monarca, el guardia de la torre es el encargado del castillo (la de guardia era una posición de confianza en el periodo medieval). A finales del siglo XV, el castillo se convirtió en prisión. Bajo el reinado de los Tudor, la torre se usó menos como residencia, y a pesar de los intentos por refortificar y reparar el castillo, las mejoras en sus defensas quedaron relegadas ante el desarrollo de la artillería.
El apogeo del castillo como prisión sobrevino en los siglos XVI y XVII, cuando personajes, como Isabel I (antes de convertirse en reina), cayeron en desgracia y fueron retenidos entre estos muros. Este uso ha derivado en el dicho «enviar a la Torre» como sinónimo de «enviar a prisión». A pesar de su reputación como lugar de tortura y muerte, popularizada por los religiosos del siglo XVI y los escritores del siglo XIX, solo siete personas fueron ejecutadas dentro de la torre antes de las Guerras Mundiales. Las ejecuciones normalmente se llevaban a cabo en la Colina de la Torre (Tower Hill), al norte del castillo, que en un periodo de 400 años fue testigo de 112 ejecuciones.
En la segunda mitad del siglo XX, instituciones como la Casa de la Moneda se trasladaron a otras localizaciones desde la Torre de Londres, dejando muchos edificios vacíos. Los arquitectos Anthony Salvin y John Taylor aprovecharon entonces la oportunidad de restaurar la torre a su apariencia original medieval, retirando muchas de las estructuras postmedievales que permanecían vacías. Durante las Guerras Mundiales, la torre volvió a servir como prisión, presenciando las ejecuciones de doce personas por espionaje. Después de las guerras, el daño causado se reparó y el castillo reabrió sus puertas al público. Hoy en día, la Torre de Londres es una de las atracciones turísticas más famosas del país. El mantenimiento corre a cargo de la institución benéfica Historic Royal Palaces (Palacios Reales Históricos), y fue declarada en 1988 Patrimonio de la Humanidad por la Unesco por tratarse de una fortaleza del medievo normando excepcionalmente bien conservada y por su significación como centro de poder ininterrumpido durante siglos y siglos de historia británica y europea.

## Arquitectura

### Disposición

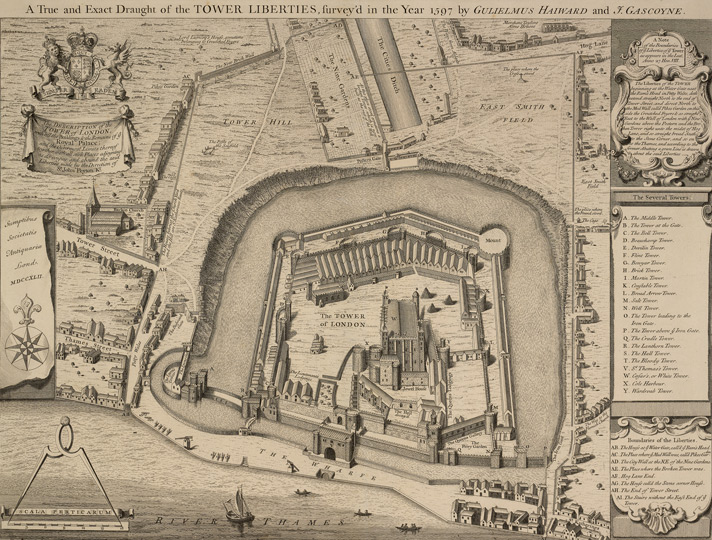
Plano de la torre en 1597

La torre se orientó de manera que sus defensas más fuertes dominasen el Londres sajón, lo que el arqueólogo Alan Vince sugirió que era deliberadamente. Al parecer, habría dominado visualmente el área circundante y el tráfico del Támesis.
Al castillo lo conforman tres recintos: el más interior contiene la Torre Blanca, fase más temprana de la construcción del castillo; rodeándola hacia el norte, este y oeste se encuentra la estructura más central, erigida durante el reinado de Ricardo Corazón de León. Finalmente, está el recinto exterior, que abarca todo el castillo y fue construido bajo el mandato de Eduardo I. A pesar de que después de la fundación de la Torre de Londres por Guillermo el Conquistador se vivieran muchas otras fases de expansión, la disposición general se mantuvo hasta que Eduardo I completó la reconstrucción en 1285. El castillo ocupa una superficie de 4,9 hectáreas, más otras 2,4 alrededor de la Torre de Londres, que constituye la Torre de las Libertades (Tower Liberties, en inglés), situada bajo la influencia directa del castillo y despejada por razones militares. El precursor de esta torre se remonta al siglo XIII, cuando Enrique III ordenó que una franja de tierra adyacente al castillo permaneciese despejada. A pesar de la creencia popular, la Torre de Londres nunca ha tenido una cámara de torturas permanente. La Torre del Muelle se construyó a la orilla del Támesis durante el mandato de Eduardo I, expandiéndose hasta su tamaño actual bajo el reinado de Ricardo II.

### Patio central
El patio central engloba el área sur de la Torre Blanca, extendiéndose a lo que en su día fue la ribera del Támesis. Como en el caso de otros castillos del tipo mota castral, como el Hen Domen (siglo XI), esta zona central se llenaba probablemente con edificios de madera de la fundación de la Torre. Se cree que sobre 1170 los aposentos reales comenzaron a extenderse más allá de la Torre Blanca, invadiendo los jardines centrales. Los aposentos se renovaron durante las décadas de 1220 y 1230, equiparándose a otras residencias, como el castillo de Windsor. La construcción de las torres Wakefield y Lanthorn, localizadas en las esquinas de la muralla de la zona central, a lo largo del río, comenzaron hacia 1220. Probablemente servían como residencias privadas para el rey y la reina, respectivamente. La primera prueba de cómo estaban decoradas las cámaras reales viene del reinado de Enrique III: la cámara de la reina estaba encalada, pintada con flores e imitando la cantería. Un gran distribuidor ocupaba el sur de la zona central, entre las dos torres. Se asemejaba, aunque era ligeramente más pequeño, al también construido por Enrique III en el castillo de Winchester. Al lado de la Torre de Wakefield se encontraba una poterna, que permitía el acceso a los apartamentos reales.
El patio central estaba originalmente rodeado por un foso protector, que se llenó sobre 1220. En esta época, se construyó también una cocina en el jardín. Entre 1666 y 1676, la zona central se transformó y se retiraron los edificios del palacio. La zona alrededor de la Torre Blanca se despejó, de forma que cualquier persona que se acercase debía cruzar a campo abierto. La Casa de las Joyas se demolió, trasladándose entonces las joyas a la Torre Martin.

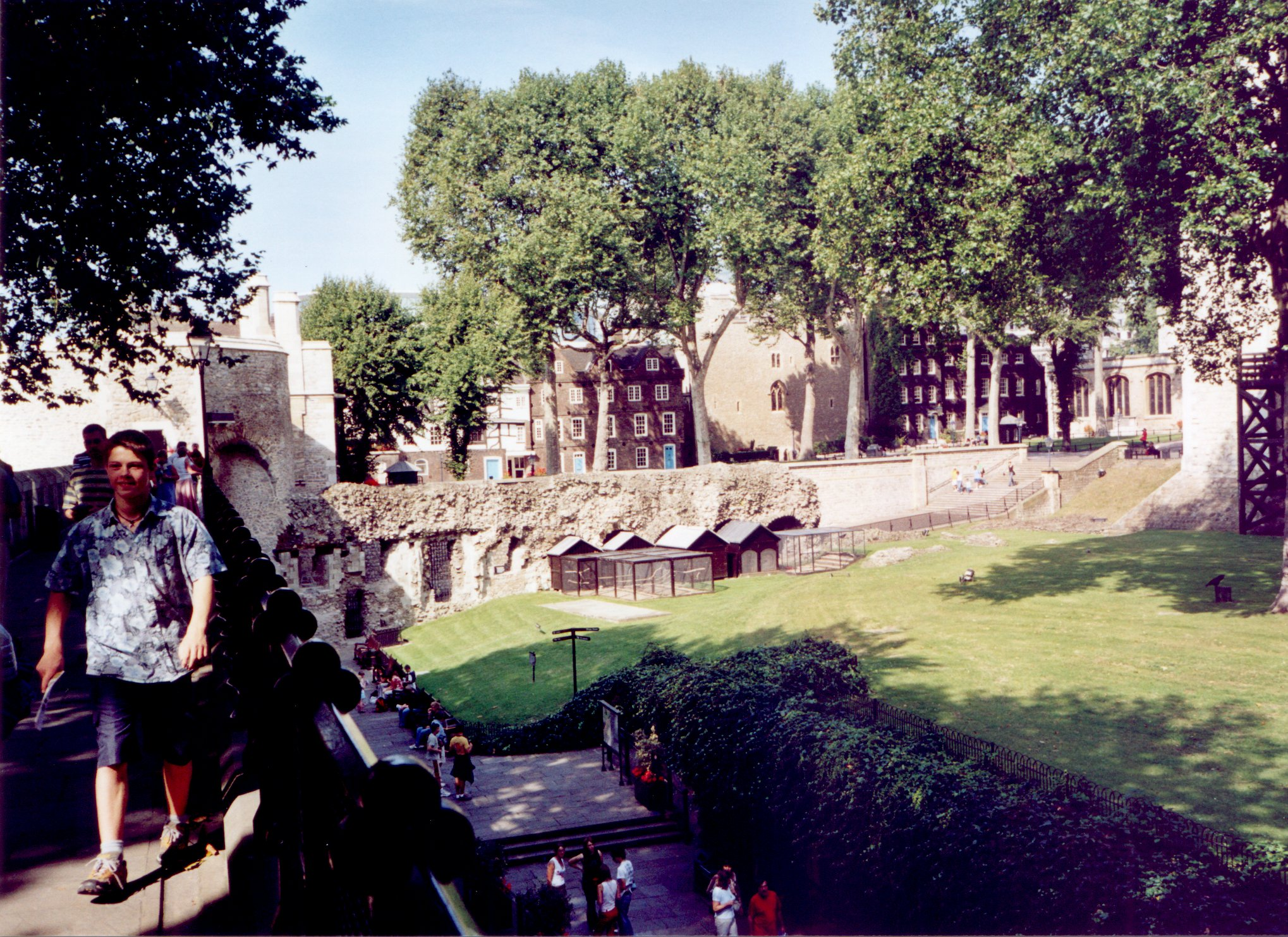
Patio interior de la Torre de Londres

### Patio interior
El patio interior se creó durante el reinado de Ricardo Corazón de León, cuando se cavó un foso al oeste del patio central, doblando el tamaño real del castillo. Enrique III mandó hacer el patio del este y las murallas septentrionales, sin que hayan cambiado desde entonces las dimensiones del patio. La mayor parte de los trabajos ordenados por Enrique III han sobrevivido, y solo dos de las nueve torres que se levantaron han sido reconstruidas por completo. Entre las torres de Wakefield y Lanthorn, las murallas del patio central también sirven como cortina de piedra al patio interior. La entrada principal al patio interior podría haber sido mediante la casa del guarda, con mayor probabilidad en el muro oeste, lugar que ahora ocupa la Torre Beauchamp.

### Patio exterior
Durante el reinado de Eduardo I, se creó un tercer patio, de manera que el recinto rodeaba por completo el castillo. Al mismo tiempo, se construyó un baluarte conocido como Legge's Mount en la esquina noroeste del castillo. Brass Mount, el bastión de la esquina noreste, se agregó más tarde al conjunto. Las tres torres rectangulares a lo largo de la muralla este a 15 metros de distancia se desmontaron en 1843.
Aunque los baluartes se han asociado al periodo de reinado de los Tudor, no hay evidencia que lo demuestre; las investigaciones arqueológicas sugieren que Legge's Mount pertenece al periodo eduardiano. Las almenas del sur de Legge's Mount son las únicas originales de la época medieval de la torre, el resto son sustitutos de la época victoriana. Además, se cavó un nuevo foso de 50 metros más allá de los nuevos límites del castillo, que era en su origen 4,5 metros más profundo en su zona central de lo que es hoy en día. Con la adición de una nueva muralla, la vieja entrada principal de la Torre de Londres se oscureció, volviéndose superflua. Se creó entonces una nueva entrada en la esquina sureste del recorrido de la muralla exterior. El complejo consistía en una casa de guardia interior, otra exterior, y una barbacana que fue bautizada como la Torre del León (Lion Tower), así llamada por el papel de los animales en la Casa de Fieras Real desde al menos los años 1330. La Torre del León no existe en la actualidad.
Eduardo I extendió el lado sur de la torre sobre el terreno que se había sumergido bajo el Támesis. En este lado de la muralla construyó la Torre de Santo Tomás entre 1275 y 1279; posteriormente conocida como la Puerta de los Traidores (Traitor's Gate), reemplazó la Torre Bloody como compuerta. El edificio es único en Inglaterra, y lo más parecido es la ya demolida compuerta del Louvre en París. El dique se cubrió con flechas encendidas, por si se atacaba el castillo desde el río. También había un rastrillo en la entrada para controlar quién accedía a la torre. Había lujosos apartamentos en la primera planta.
Eduardo I también trasladó la Real Casa de la Moneda a la torre; su primera localización exacta no se conoce, aunque es probable que estuviera en este patio exterior, o en la Torre del León. Sobre 1560, la Real Casa de la Moneda tenía su sede en un edificio en el patio exterior, cerca de la Torre Salt. Entre 1348 y 1355, una segunda compuerta, la Torre Cradle, se añadió al este de la Torre de Santo Tomás para el uso privado del rey.

### Edificios

#### Torre Blanca

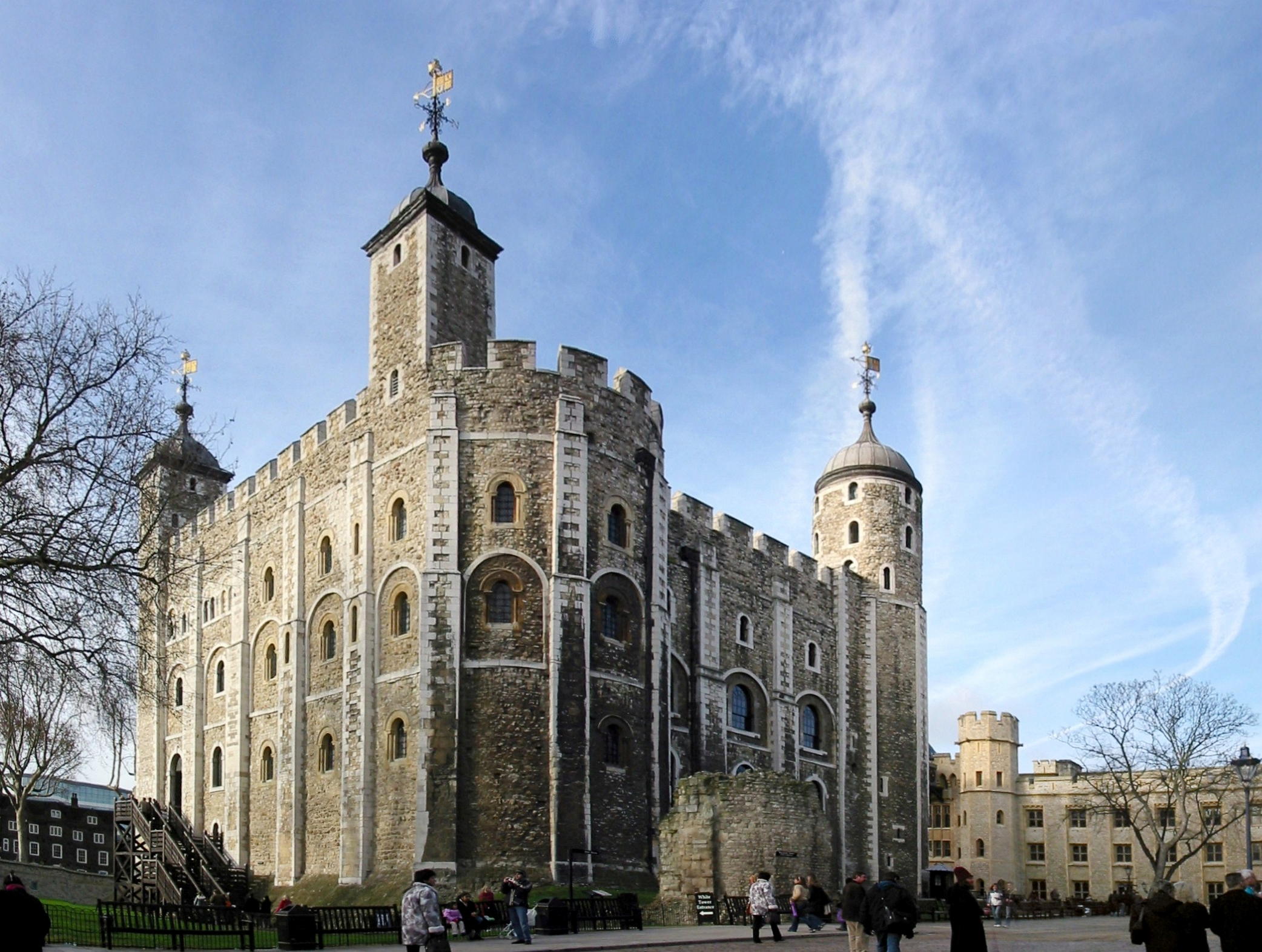
La Torre Blanca.

La Torre Blanca (en inglés, White Tower) es un torreón (también conocida como torre principal), con frecuencia la estructura más fuerte de un castillo medieval, que contenía un alojamiento adecuado para el lord, en este caso, el rey o su representante. De acuerdo con el historiador militar Allen Brown, «La gran torre era también, en virtud de su fortaleza, el alojamiento de su majestad, la torre principal por excelencia». Uno de los que mejor conserva su estado en el mundo cristiano, ha sido descrito como "El palacio más completo del siglo XI en Europa".
En las esquinas más oestes se encuentran torres cuadradas, mientras que la torre circular noreste alberga una escalera de caracol. La presencia de una capilla en la esquina sureste resultó en una proyección semicircular para acomodar el ábside. Sin contar el mencionado ábside, la Torre Blanca mide 36 por 32 metros en la base, elevándose a una altura de 27 metros en las murallas del sur. Dado que el edificio pretendía ser una confortable residencia a la vez que una fortaleza, las letrinas se construyeron dentro de las murallas, y se colocaron cuatro fuegos para proporcionar calor.

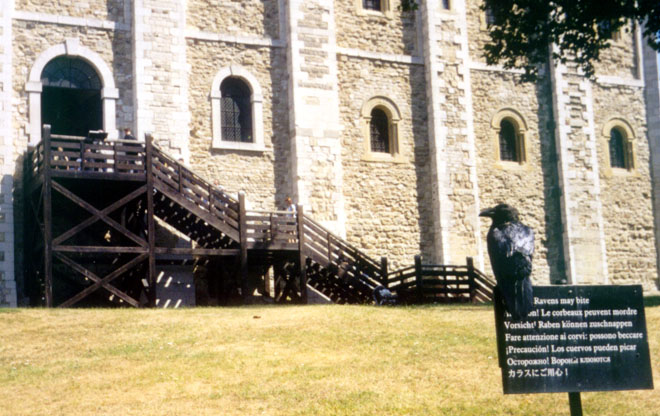
Entrada a la torre blanca, a la que se accede desde la primera planta

La estructura se componía inicialmente de tres alturas, constando de sótano, nivel de entrada y primera planta. La entrada en los torreones normandos normalmente se construía por encima del nivel del suelo, accediéndose a ella por medio de una escalera de madera que podía retirarse en caso de ataque; en el caso de la Torre Blanca, la entrada estaba en la cara sur. Durante el reinado de Enrique II (1154-1189), se añadió otro edificio por delante de la cara sur para proporcionar defensa extra en la entrada, aunque tal edificio no ha llegado a la actualidad.

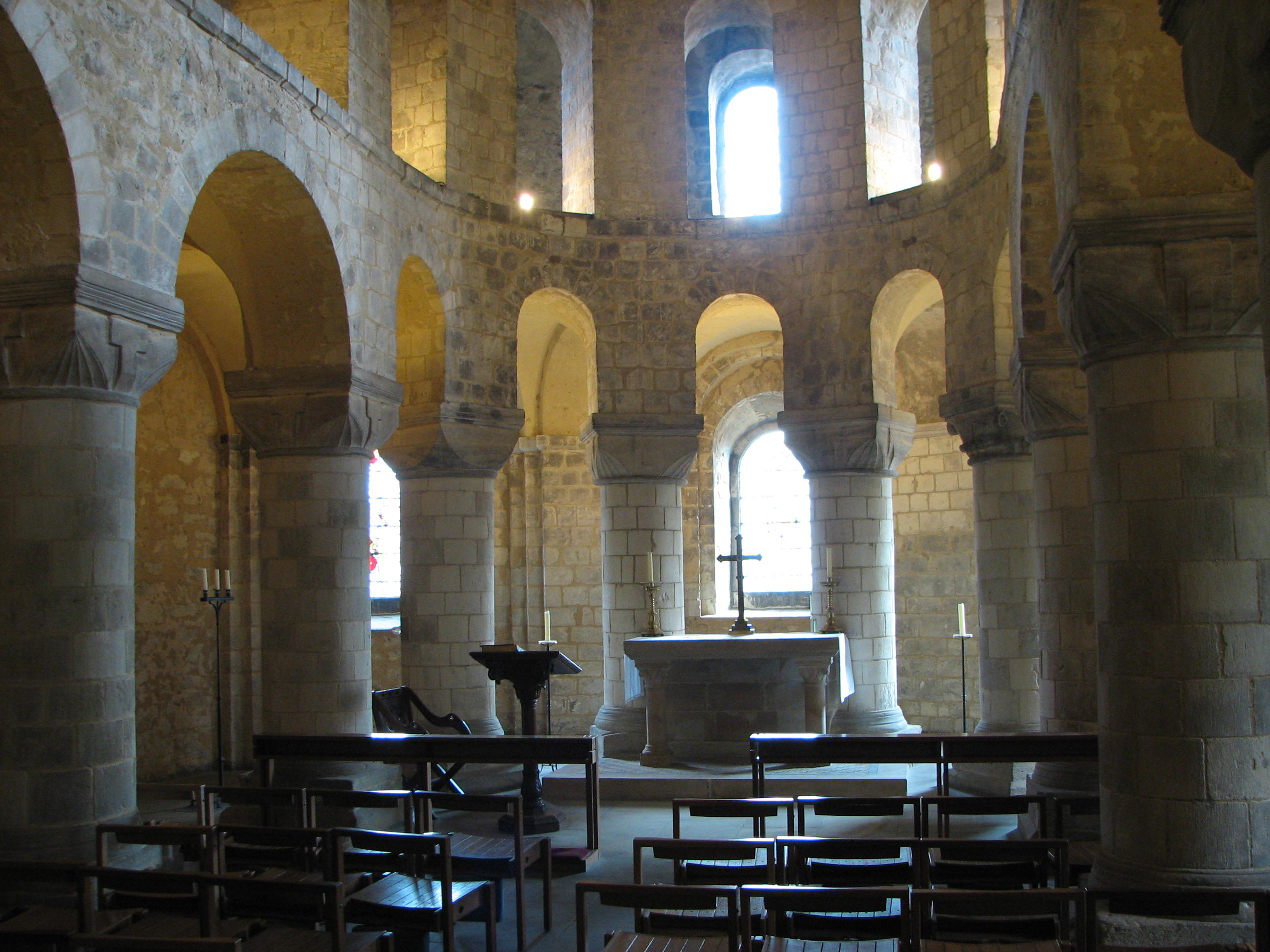
Capilla situada en el interior de la Torre Blanca

Cada planta se dividía en tres cámaras; la más grande en el oeste, una pequeña habitación en el noreste, y la capilla, que ocupaba la entrada y primer piso de la cara sureste. Dado que la mayoría de las ventanas de la torre se agrandaron en el siglo XVIII, solo permanecen dos ejemplares originales (aunque restaurados), en la pared sur a nivel de la galería. La torre se construyó en la ladera de un pequeño monte, por eso la cara norte del sótano se encuentra parcialmente bajo el suelo. Como era típico en la mayoría de torreones, la planta baja era una cripta usada para almacenaje. Una de las habitaciones contenía un pozo. Aunque la disposición ha permanecido invariable desde la construcción de la torre, el interior del sótano data sobre todo del siglo XVIII, cuando se rebajó el suelo y las bóvedas de madera de la cámara se reemplazaron por equivalentes en ladrillo.
La planta baja probablemente estuviera destinada al uso del alguacil de la torre y otros cargos oficiales. La entrada sur se cerró en el siglo XVII y no se reabrió hasta 1973. Quienes deseaban entonces acceder a la primera planta debían atravesar una pequeña cámara situada al este, también conectada con la planta baja. La cripta de la capilla de San Juan ocupaba la esquina sureste y solo se podía acceder a ella por medio de la cámara este. Hay un hueco en la pared norte de la cripta, y según Geoffrey Parnell, guardián de la historia de la torre en la Armada Real, «la disposición sin ventanas y el acceso restringido sugieren que se diseñó como un escondrijo de tesoros reales y documentos importantes».
La primera planta contenía un gran distribuidor al oeste, una cámara residencial al este (ambas abiertas originalmente por el techo y rodeadas por una galería construida dentro del muro), y la capilla de San Juan en el sureste. Se introdujo una nueva altura encima de la primera planta en el siglo XV, junto con el actual techo. La capilla de San Juan no formaba parte del diseño original, dado que el proyecto del ábside se llevó tras la construcción de los muros del sótano. Debido a los cambios en la función y diseño desde la construcción de la torre, poco queda del interior original, excepto la capilla. La apariencia desnuda y poco adornada de la capilla actualmente es reminiscencia de cómo podría haber sido en el periodo normando. En el siglo XIII, durante el reinado de Enrique III, la capilla se decoró con ornamentos como una cruz bañada en oro, y ventanas de cristal pintado en los que se representaba a la Virgen María y la Santísima Trinidad.

#### Torre Wakefield

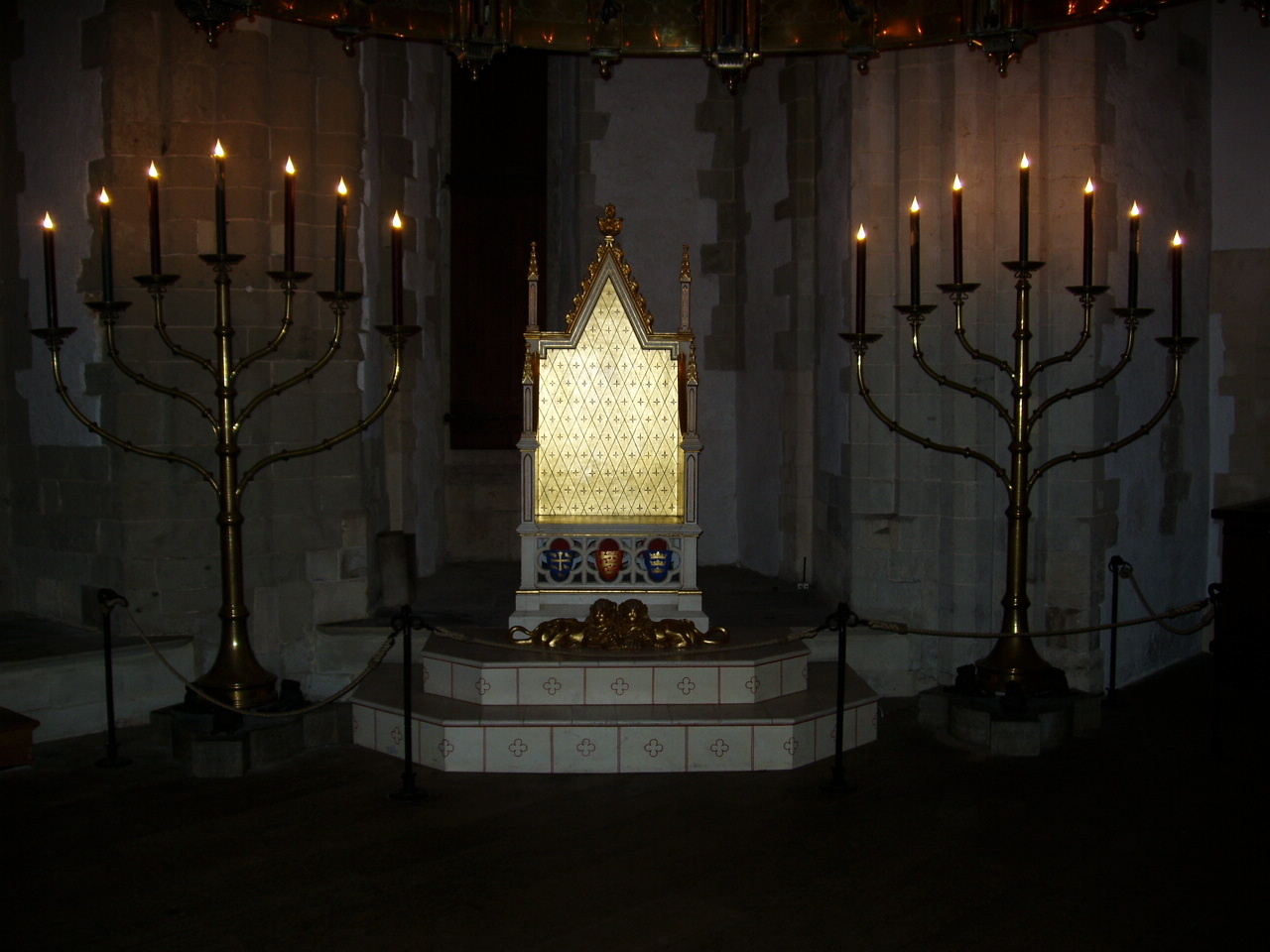
Salón del trono en la Torre Wakefield

Esta torre, que toma su nombre de la batalla de Wakefield, tras la cual fue donde encerraron a los prisioneros, fue construida entre 1220 y 1240 bajo el mandato de Enrique III, que vivió en esta torre, la más grande en la Torre de Londres además de la Torre Blanca. La Torre Wakefield supuso uno de los principales puntos de apoyo defensivos de la torre, lo que ayudó a controlar la puerta principal, a orillas del río. La sala superior de la torre constituía los aposentos de Enrique III, con grandes ventanales y una gran chimenea.
El muro oriental cuenta con una gran ventana de vidrio pintado en el lugar donde se erigía la capilla privada del rey. Aún quedan algunos restos, como un sagrario. La capilla es un edificio asociado en particular con el monarca Enrique VI, ya que después de ser capturado por Eduardo IV en 1471 tras las Guerra de las dos Rosas, fue hecho prisionero en esta torre, y asesinado poco después.
Antes del encarcelamiento de Enrique VI, la torre se usó como depósito de documentos, y centro de exposición de las joyas de la Corona en el siglo XIX, hasta que éstas fueron trasladadas a la Casa de las Joyas en 1967.

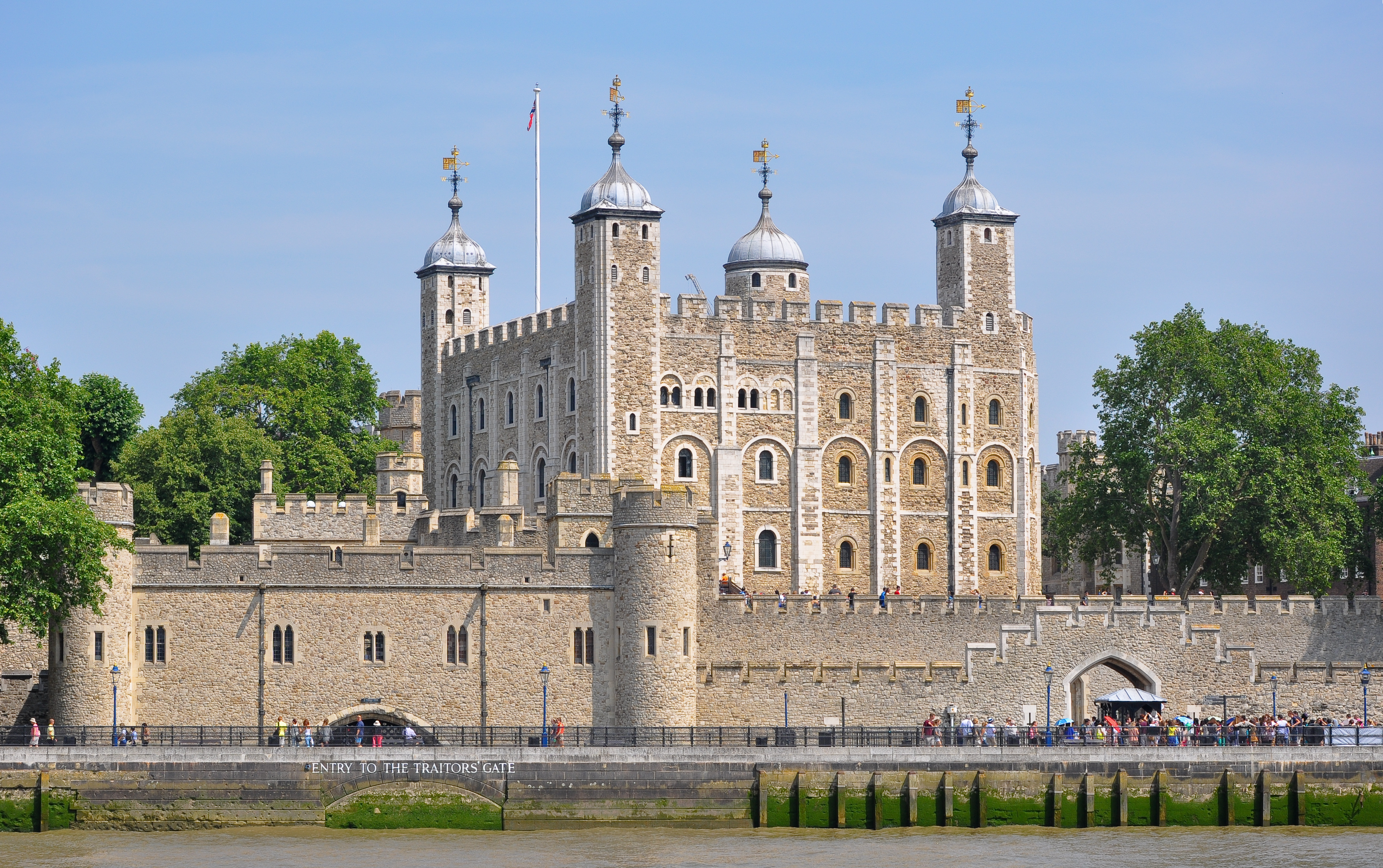
Vista desde el río Támesis

#### Torre de Santo Tomás
La torre de Santo Tomás se encuentra en el muro exterior, orientada al Támesis. Se levantó entre 1275 y 1279, durante el mandato de Eduardo I y sirvió como aposentos desde entonces. El embarcadero no existía, y la torre daba directamente al río.

#### Torre Lanthorn
Traducida como «Torre de la linterna», se construyó al mismo tiempo que la torre Wakefield. Se quemó en el incendio de 1774, retirándose poco después las ruinas. El edificio actual es una reconstrucción de la época victoriana, y contiene una exposición desde la que se accede al palacio medieval y al patio interior. La torre se conocía en el siglo XVIII como Torre de la Reina Isabel.
Cabe destacar que el conjunto de la Torre Wakefield, Santo Tomás y Lanthorn reciben en conjunto el nombre de "Palacio Medieval".

#### Torre Beauchamp
La Torre Beauchamp se construyó bajo el mandato de Eduardo I, sobre 1281. El interior muestra la gran cantidad de ladrillos utilizados para su construcción, lo que es característico de las construcciones ordenadas por este monarca, y que eran en el momento una innovación en el terreno de la construcción en Inglaterra. Las paredes interiores están cubiertas con los escritos de los prisioneros que pasaron por la torre a lo largo de los años.
Lleva el nombre de Thomas de Beauchamp, 12.º conde de Warwick, que fue encarcelado en esta torre de 1397 a 1399 a instancias de Ricardo II. También en esta torre fueron retenidos John Dudley, primer duque de Northumberland y sus cinco hijos, y Philip Howard, 20.º conde de Arundel, que murió en la Torre.

#### Torre Sangrienta
Conocida en inglés como Bloody Tower, constituía la entrada principal al patio interior desde la orilla del río hasta que se construyó la Torre de Santo Tomás. La cámara era un apartamento de lujo, que se usaba para retener a presos de alto rango, como los arzobispos Thomas Cranmer y William Laud de Canterbury.
La torre se denominó inicialmente Garden Tower, ya que se encuentra al lado del jardín, pero recibió su nombre actual durante el periodo de reinado de los Tudor. Varias muertes tuvieron lugar en la torre: Henry Percy, octavo conde de Northumberland, se suicidó en 1585, supuestamente para evitar ser condenado por traición a la patria, y Sir Thomas Overbury, envenenado bajo el mandato de Jaime I.

#### Torre Martin
Esta torre, que data de la época de los Tudor, fue utilizada como prisión. Fue el primer lugar donde en 1669 se expusieron las joyas de la Corona. Originalmente, las joyas se encontraban en la planta baja, mientras que el guardia vivía en el piso superior. En 1671, el coronel Thomas Blood intentó robar las joyas de la torre, aunque no pudo salir de la fortaleza con ellas.

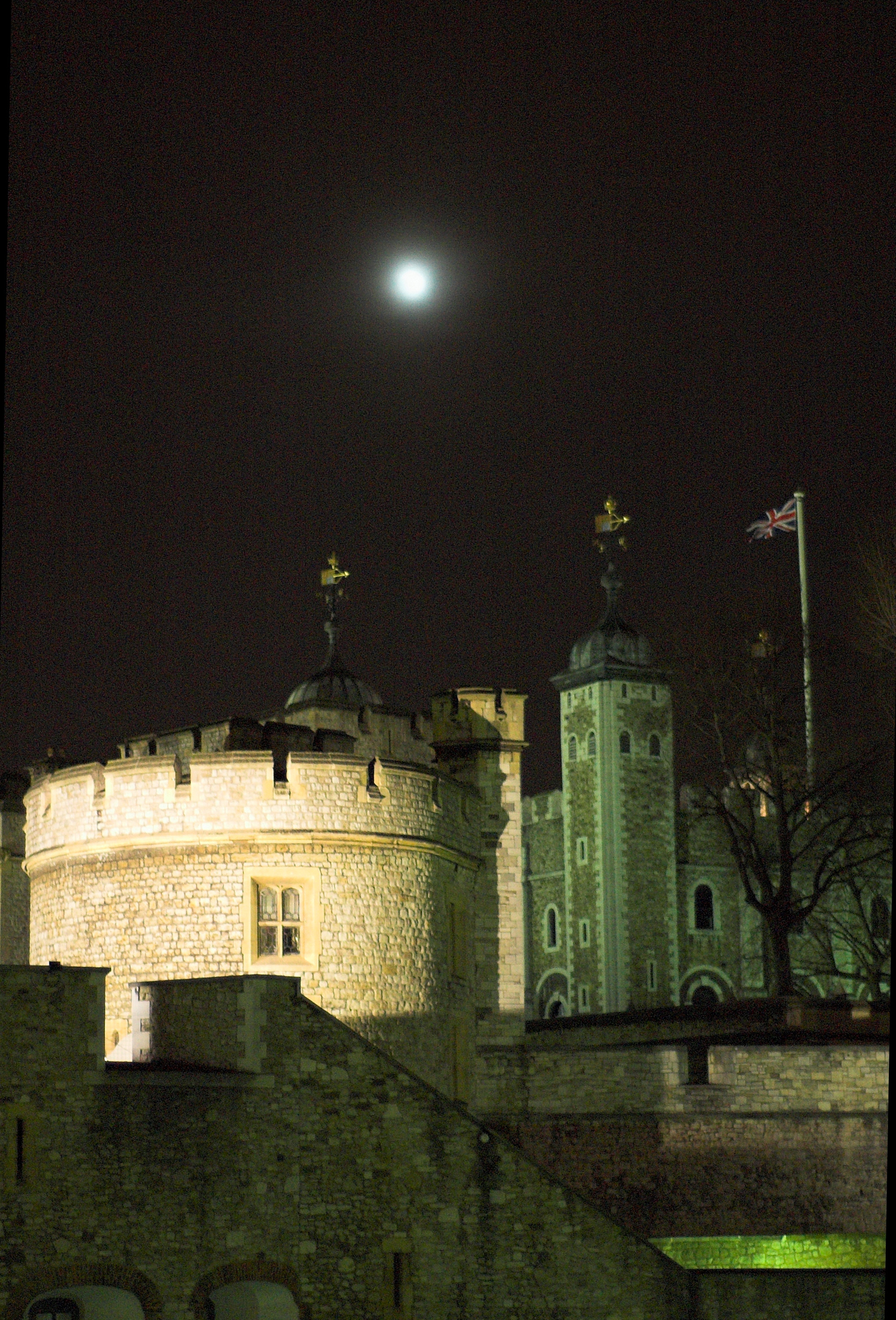
Torre Devereux, con la Torre Blanca a la derecha

#### Torre Verde
Conocida en inglés como Tower Green, era el lugar en el que se llevaban a cabo las ejecuciones privadas de los nobles condenados a muerte, como por ejemplo las reinas Ana Bolena y Catalina Howard, segunda y quinta esposa respectivamente de Enrique VIII de Inglaterra.

#### Resto de torres
- Torre del medio (o torre Middle): Es la puerta de entrada a la Torre, presidida en la actualidad por el escudo de Jorge I.[47]
- Torre de la Sal: En sus inicios, la torre daba al Támesis. En tiempos de guerra, permitía la defensa mediante arqueros, a través de las cinco saeteras de la planta baja; en tiempos de paz, se cree que se utilizaba como almacén. En esta torre pudo estar prisionero John Baliol, depuesto rey escocés, de 1296 a 1299.[48]
- Torre de la Campana: Construida en el siglo XII, recibe su nombre de la campana que albergó durante unos quinientos años, aunque la actual es del siglo XVII.[49]
- Torre Byward: Segunda torre de entrada al recinto, protegida por dos torretas que datan del siglo XIII.[47] Durante las obras de 1953, se descubrieron en esta torre fragmentos de antiguas pinturas que sugieren que podrían haber decorado una capilla.[50]
- Torre del saetón (Broad Arrow): Esta torre se relaciona, desde el siglo XIV, con el abastecimiento real de ropa y muebles. En sus estancias se guardaban las vestimentas reales y los muebles de valor. Dos importantes prisioneros de la torre fueron María I en 1556 y Sir Everard Digby, participante de la Conspiración de la Pólvora en 1605.[48]
- Torre del guardarropa.
- Torre Bowyer.
- Torre Develin.
- Torre del Condestable.
- Torre Cradle.
- Torre Flint.
- Torre del pozo.
- Torre Devereux.

#### Capilla real de San Pedro ad Vincula

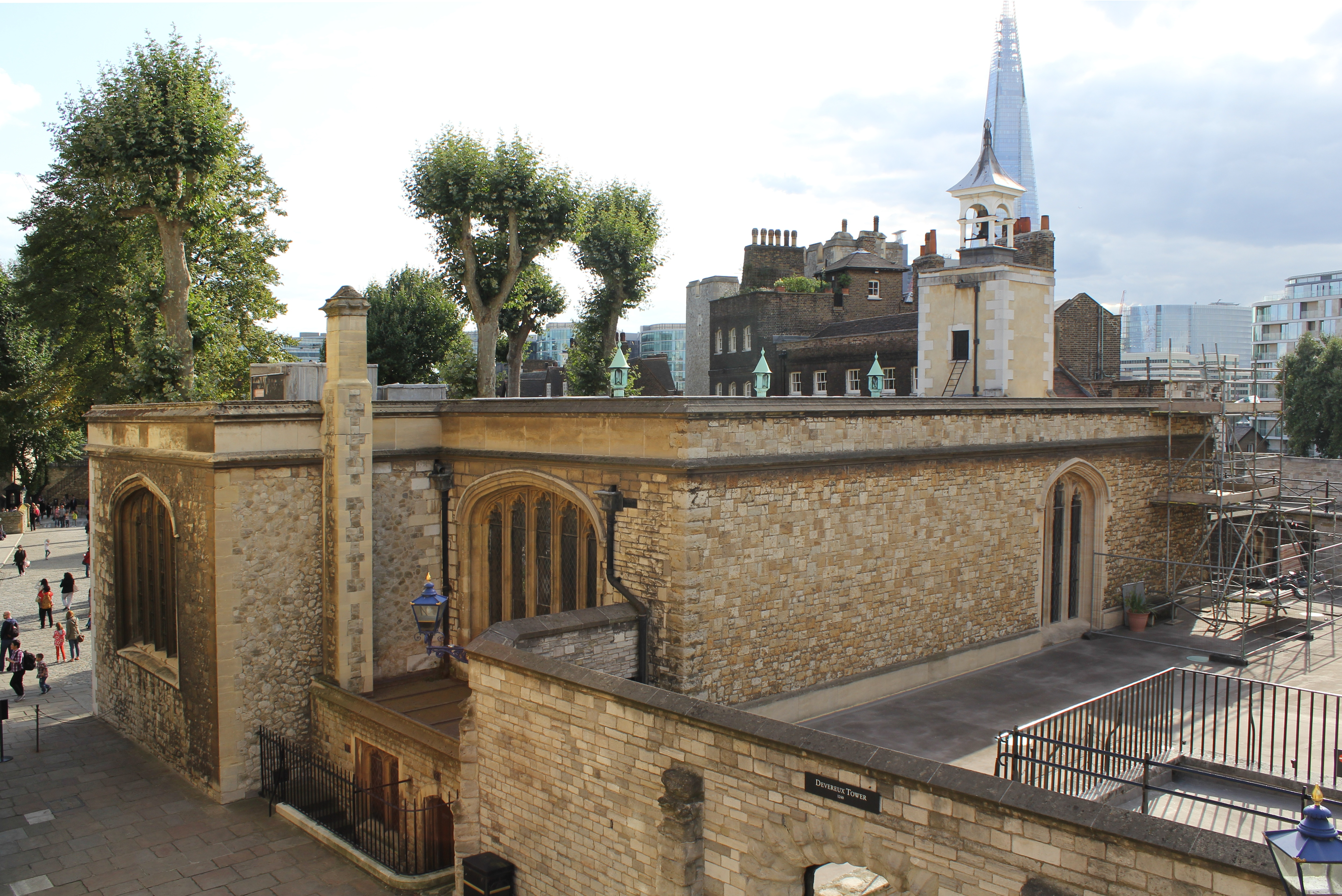
Exterior de la capilla real de San Pedro ad Vincula

Es la parroquia de la Torre de Londres. Se sitúa en el patio exterior y data de 1520, hasta que se incorporó al castillo en la ampliación llevada a cabo por Enrique III. El rey la hizo amueblar y decorar con gran lujo y dedicarla al servicio religioso de la comunidad de la torre. El nombre hace referencia al encarcelamiento de San Pedro bajo el mandato de Herodes en Jerusalén. La capilla es más conocida probablemente como lugar de enterramiento de los prisioneros más famosos ejecutados en la torre, incluyendo a Ana Bolena y Catherine Howard, las esposas decapitadas de Enrique VIII, además otros de sangre noble o de alta posición como la reina durante nueve días Jane Grey y su marido Guilford Dudley, o Sir Thomas More y el obispo Juan Fisher, más tarde canonizados por la Iglesia Católica. Los cuerpos sin cabeza se enterraron rápida y descuidadamente en la nave o el Presbiterio (arquitectura) sin lápida alguna. En 1876 la Reina Victoria de Inglaterra aprobó el proyecto de restaurar la capilla, se desenterraron los cuerpos de la nave y algunos ataúdes intactos, y se enterraron el la Cripta. Los huesos hallados en el presbiterio, algunos de los cuales se identificaron, incluso los restos de Ana Bolena, se enterraron bajo el pavimento de mármol delante del altar. La capilla sigue activa como lugar de oración para los más de 150 habitantes de la torre. La capilla de San Pedro se reconstruyó bajo el reinado de Eduardo I de Inglaterra.

## Fundación
Tras la victoria en la batalla de Hastings el 14 de octubre de 1066, Guillermo el Conquistador, duque de Normandía, pasó el resto del año asegurando sus posesiones, fortaleciendo para ello las posiciones clave. Fundó diversos castillos en el camino, pero tomó una ruta tortuosa hacia Londres; solo cuando llegó a Canterbury giró hacia la ciudad más grande de Inglaterra. Dado que el puente fortificado de Londres estaba en manos de las tropas sajonas, decidió en su lugar saquear Southwark antes de continuar su viaje hacia la zona más sur de Inglaterra. Varias victorias normandas a lo largo de la ruta cortaron las líneas de suministro y en diciembre de 1066, solos e intimidados, sus líderes entregaron Londres sin luchar.
Entre 1066 y 1087, Guillermo estableció 36 castillos, aunque las referencias del libro Domesday indican que sus subordinados fundaron muchos más. La nueva elite gobernante emprendió lo que se ha descrito como «el programa más extenso y concentrado de construcción de castillos en toda la historia de la Europa feudal». Los edificios eran fortificaciones, usadas como base de operaciones en territorio enemigo, centros de administración y residencias.
Guillermo envió una avanzadilla a Londres para preparar a la ciudad para su entrada, celebrar su victoria y fundar un castillo. En palabras del biógrafo del Conquistador, Guillermo de Poitiers, «ciertas fortificaciones se completaron en la ciudad contra la intranquilidad de la gran mayoría de la población. Porque él [Guillermo] se dio cuenta de que era de máxima importancia imponer respeto a los londinenses». Al mismo tiempo, Londres era la ciudad más grande de Inglaterra; la fundación de la abadía de Westminster y el viejo palacio de Westminster bajo el mandato de Eduardo el Confesor había marcado la ciudad como centro de gobierno, y con un puerto próspero, era importante para los normandos establecer control sobre el asentamiento.

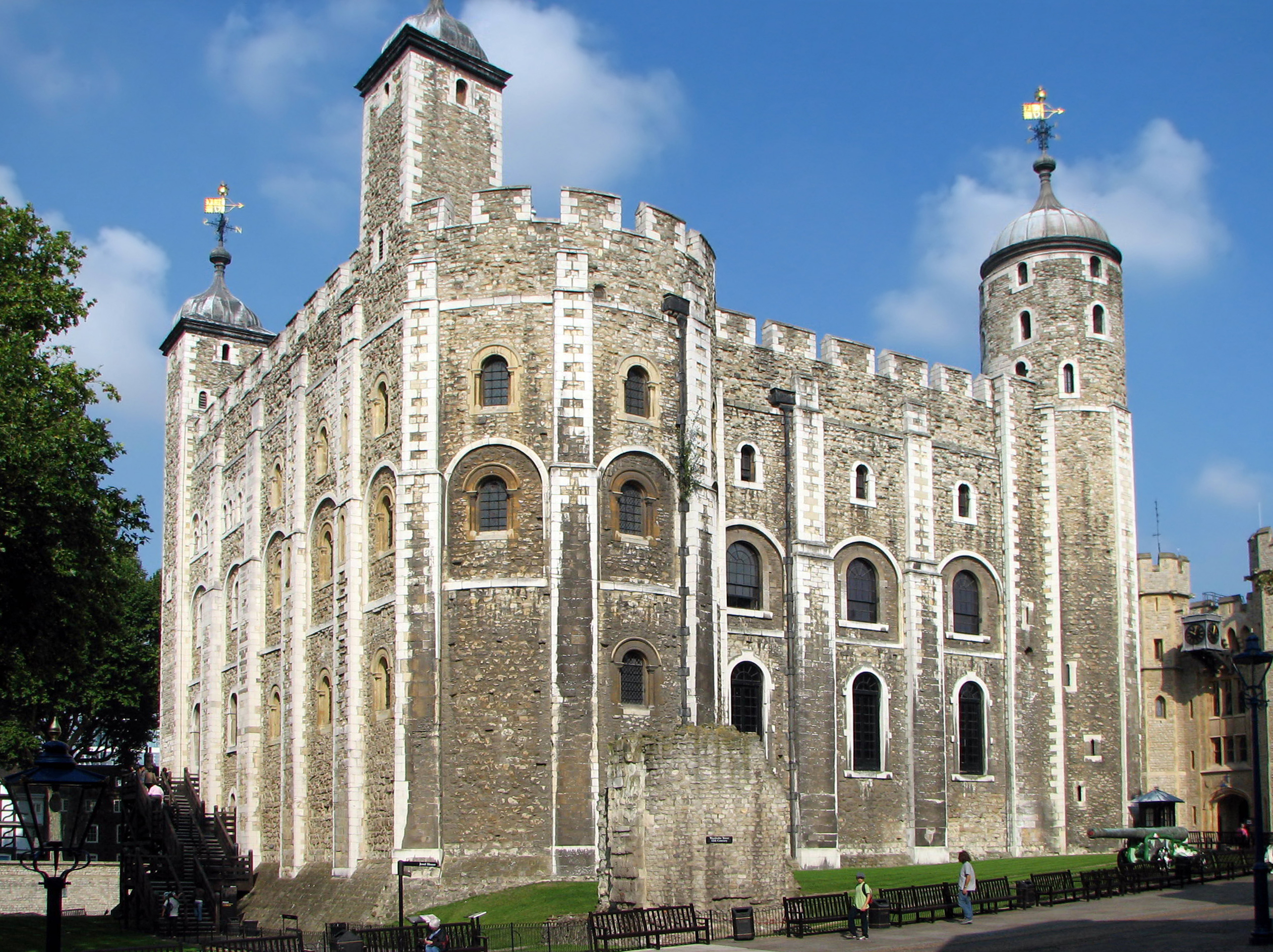
La Torre Blanca data del.

Los otros dos castillos en Londres (el castillo de Baynard y el de Montfichet), son de la misma época. La fortificación que después se conocería como Torre de Londres se construyó sobre la esquina sureste de las murallas romanas de la ciudad, utilizándolas como defensas prefabricadas, y con el Támesis proporcionando protección adicional desde el sur. En esta fase temprana, el castillo se rodeó con un foso, defendiéndose con una empalizada de madera. Es probable que tuviera aposentos adecuados para Guillermo.
La mayoría de los primeros castillos normandos se construyeron en madera, pero para finales del siglo XI, unos pocos, incluyendo la Torre de Londres, se renovaron o reemplazaron con piedra. El trabajo en la Torre Blanca, que da nombre al castillo entero, se considera que empezó en 1078, aunque la fecha exacta no se conoce. Guillermo hizo a Gundulf, obispo de Rochester, responsable de la construcción, aunque puede que no se completase hasta después de la muerte de Guillermo en 1087. La Torre Blanca es la primera en piedra de las que se conservan en Inglaterra, y el punto más fuerte de la primera época del castillo. También contenía aposentos para el rey. Como tarde, se cree que se terminó en 1100, cuando el obispo Ranulf Flambard fue encarcelado; los ingleses odiaban a Flambard por los duros impuestos. Aunque fue el primer prisionero retenido en la torre, fue también la primera persona en escapar de la misma, utilizando una cuerda escondida en un tonel de vino. Se permitió lujos y sirvientes, y el 2 de febrero de 1101 dio un banquete para sus captores; después de ofrecerles continuamente bebida, y cuando nadie miraba, bajó desde una cámara retirada, y salió de la torre. La huida fue una sorpresa tal, que un cronista de la época acusó al obispo de brujería.

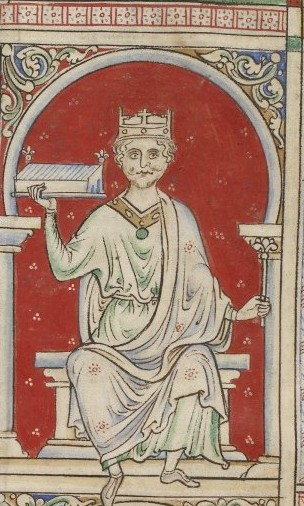
Imagen de Guillermo II de Inglaterra, que en 1097 ordenó construir la muralla alrededor de la Torre de Londres.

En las crónicas anglosajonas consta que en 1097, el rey Guillermo II mandó construir una muralla alrededor de la Torre de Londres, que probablemente se construyera en piedra y reemplazase la empalizada de madera que rodeaba el norte y este del castillo, entre la muralla romana y el Támesis. La conquista normanda de Inglaterra no solo se manifestó con una nueva clase gobernante, sino con una estructuración de la ciudad en el proceso. Se confiscaron y redistribuyeron las tierras entre los normandos, quienes también acercaron cientos de judíos, por razones financieras. Los judíos llegaron bajo protección directa de la corona, resultado de lo cual las comunidades judías se fundaban con frecuencia cerca de los castillos. Los judíos usaban la torre como refugio cuando eran amenazados por el antisemitismo.
La muerte en 1135 de Enrique I dejó Inglaterra en una difícil situación de sucesión; aunque el rey había convencido a sus barones más poderosos de que jurasen apoyo a la Emperatriz Matilde, días después de la muerte del monarca, Esteban de Blois arribó desde Francia para reclamar el trono. La importancia de la ciudad y su torre viene marcada por la velocidad a la que protege Londres. El castillo, que no se usó como residencia real durante algún tiempo, se dejaba normalmente a cargo del alguacil, un puesto que en este momento ostentaba Geoffrey de Mandeville. Dado que la torre se consideraba una fortaleza inexpugnable en posición estratégica, su posesión era enormemente valorada. Mandeville se aprovechó, vendiendo su lealtad a Matilde después de que capturasen a Esteban en 1141, en la batalla de Lincoln. Al año siguiente, una vez disminuido el apoyo a Matilde, revendió su lealtad a Esteban de Blois. A través de su cargo de alguacil de la torre, Mandeville se volvió «el hombre más rico y poderoso de Inglaterra».
Al intentar de nuevo la misma táctica, esta vez en conversaciones secretas con Matilde, Esteban mandó arrestarlo, le obligó a ceder el control sobre sus castillos, y lo reemplazó por uno de sus más fieles seguidores. Hasta entonces, el puesto había sido hereditario, originalmente por Geoffrey de Mandeville (amigo de Guillermo el Conquistador y antecesor del Geoffrey al que Esteban y Matilde hicieron frente), pero la autoridad de la posición era tal, que desde ese momento permaneció en manos de una persona designada por el monarca. El puesto generalmente se le otorgaba a alguien de gran importancia, que no siempre tenía que estar en el castillo por otros motivos. Aunque el alguacil seguía siendo responsable del mantenimiento del castillo y su guarnición, desde el primer momento contaba con un subordinado que le ayudaba con esta tarea: el lugarteniente de la torre. El alguacil también tenía tareas municipales; normalmente se les daba control sobre la ciudad y era responsable de recaudar impuestos, hacer cumplir la ley y mantener el orden. La creación en 1191 del puesto de Lord Mayor (Lord Alcalde) de Londres, suprimió muchos de estos poderes sobre la ciudad, y en ocasiones llevó a roces entre ambos.

## Expansión

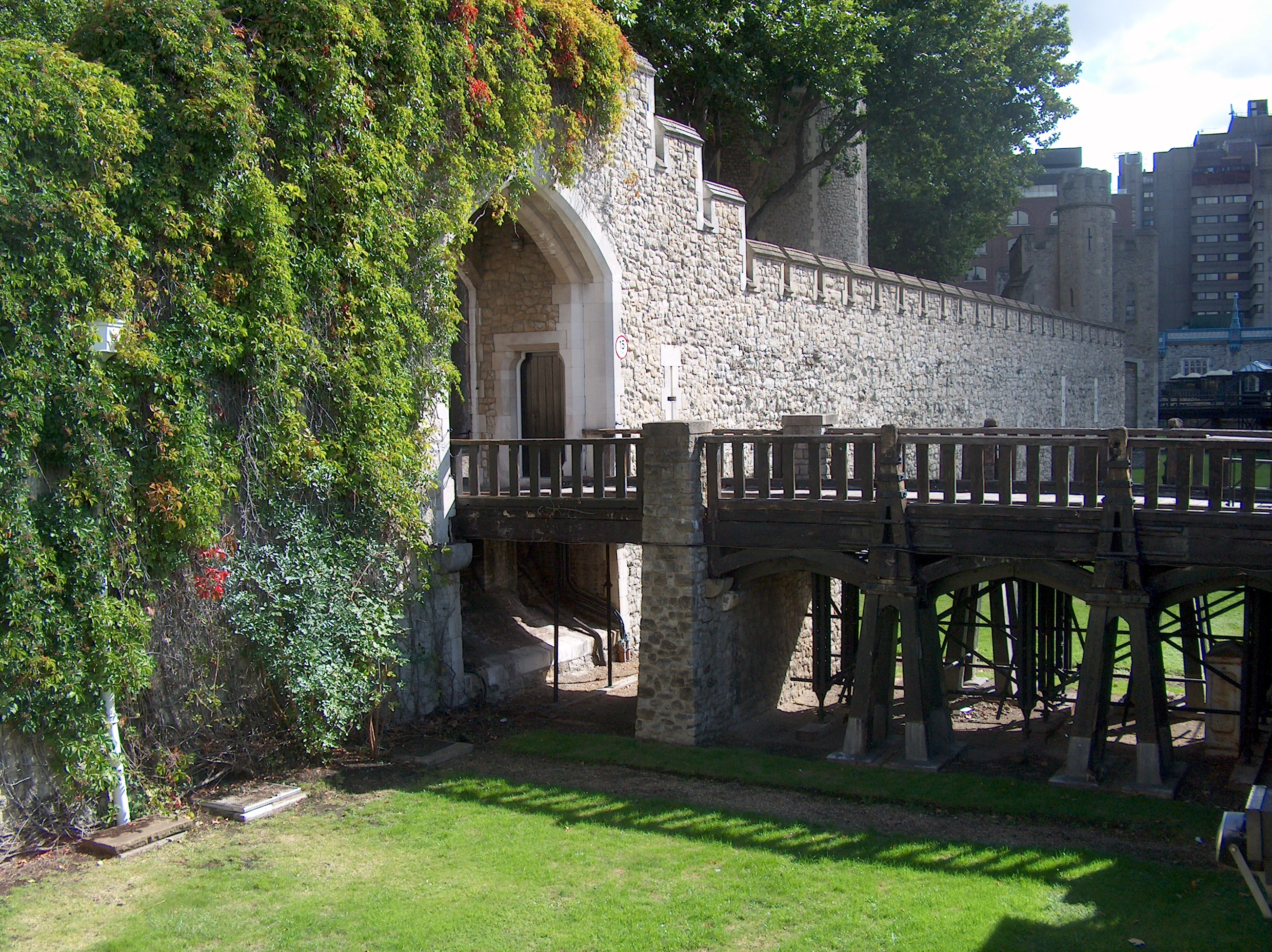
Foso de la Torre de Londres, cavado originalmente por William Longchamp

Es probable que el castillo mantuviese su estructura tal y como se estableció sobre el 1100 bajo el reinado de Ricardo Corazón de León (1189-1199). El castillo se expandió durante el mandato de William Longchamp, canciller de Ricardo y hombre al cargo de Inglaterra cuando este luchaba en las cruzadas. De acuerdo con Roger de Hoveden, cronista de la época, Longchamp cavó un foso alrededor del castillo y trató en vano de rellenarlo con agua del Támesis. Longchamp era también alguacil de la torre, y emprendió su expansión mientras se preparaba para la guerra con el todavía príncipe Juan, hermano menor de Ricardo, que en la ausencia de este llegó a Inglaterra para tratar de tomar el poder. La Torre de Londres suponía la principal fortaleza de Longchamp, por lo que trató de fortalecerla lo más posible. Sus nuevas fortificaciones se probaron en octubre de 1191, cuando la torre fue sitiada por primera vez en su historia. Longchamp capituló a favor de Juan tres días después, decidiendo que tenía más que ganar con la rendición que prolongando el sitio.
El príncipe Juan sucedió a Ricardo como rey en 1199 como Juan I de Inglaterra, pero su dominio tiránico fue impopular, moviéndose muchos de sus barones en su contra a modo de respuesta. En 1214, estando el rey en el castillo de Windsor, Robert Fitzwalter lideró una armada hasta Londres y sitió la torre. Aunque dominada por la guarnición, la torre resistió, y el sitio no se levantó hasta que Juan I firmó la Carta Magna. El rey incumplió sus promesas de reforma, lo que desencadenó la declaración de la primera guerra de los Barones. Incluso tras la firma de la Carta Magna, Fitzwalter mantuvo su control sobre Londres. Durante la guerra, las tropas de la torre aunaron fuerzas con las de los barones; Juan I fue destronado en 1216, y los barones ofrecieron el trono inglés al príncipe Luis, hijo mayor del rey francés (Felipe II de Francia). Sin embargo, tras la muerte de Juan en octubre de 1216, muchos empezaron a apoyar la petición del príncipe Enrique, hijo mayor de Juan. La guerra continuó entre las facciones que apoyaban a Luis y Enrique, y Fitzwalter, que daba su apoyo a Luis. Fitzwalter controlaba aún Londres y la torre, que resistieron hasta que quedó claro el triunfo de Enrique.
En el siglo XIII, los reyes Enrique III (1216-1272) y Eduardo I (1272-1307) extendieron el castillo, dejándolo en esencia tal y como se erige hoy en día. Enrique estaba separado de sus barones, y una mutua falta de entendimiento llevó al malestar y resentimiento hacia su autoridad. Como resultado, estaba impaciente por asegurar que la Torre de Londres era una fortificación formidable; al mismo tiempo, Enrique era un esteta y deseaba que el castillo fuese un lugar cómodo para vivir. Desde 1216 hasta 1227, se gastaron cerca de 10 000 libras; en este tiempo, solo el trabajo del castillo de Windsor costó más (15 000 libras). La mayoría de los trabajos se centraron en los edificios palaciegos del patio central. La tradición de encalar la Torre Blanca, de lo que deriva su nombre, comenzó en 1240.
Alrededor de 1238, el castillo comenzó su expansión hacia el este, norte, y noroeste. El trabajo duró todo el reinado de Enrique III y el de Eduardo I, con interrupciones por los disturbios civiles. Se creó un nuevo perímetro defensivo tachonado con torres, y en los lados oeste, norte y este, donde el río no defendía la muralla, se creó un foso. La extensión este llevó el castillo más allá de los límites del viejo asentamiento romano, marcado por el muro de la ciudad que se había incorporado a las defensas del castillo. La torre había sido durante mucho tiempo un símbolo de la opresión, despreciado por los londinenses, y el programa de construcción de Enrique era impopular. Por eso, cuando la torre del guardia se derrumbó en 1240, los ciudadanos celebraron el contratiempo. La expansión supuso un trastorno en la ciudad, pagándose 166 libras al Hospital de Santa Catalina y al prior de la Santísima Trinidad como compensación.
Enrique III establecía con frecuencia la corte en la Torre de Londres, y al menos dos veces también el parlamento (en 1236 y 1261), al sentir que los barones se estaban volviendo peligrosamente indomables. En 1258, los barones descontentos, liderados por Simón de Montfort, obligaron al rey a aceptar las reformas, incluyendo la celebración de asambleas parlamentarias regulares. Renunciar a la Torre de Londres se encontraba entre tales condiciones. Enrique III no aceptó esta pérdida de poder, y buscó permiso en el papa para romper su juramento. Con el respaldo de mercenarios, el rey se instaló en la torre en 1261. Mientras, continuaban las negociaciones con los barones. Se acordó una tregua, con la condición de que el rey entregase el control de la torre una vez más.

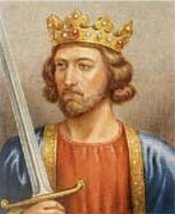
Eduardo I de Inglaterra, que remodeló la torre por 21 000 libras.

Enrique obtuvo una significativa victoria en la batalla de Evesham, en 1265, lo que le permitió volver a controlar el país y la Torre de Londres. El cardenal Ottobuon acudió entonces a Inglaterra a excomulgar a los rebeldes; el acto fue impopular y la situación se exacerbó cuando otorgó la custodia de la torre. Gilbert de Clare, VI conde de Hertford, llegó a Londres en abril de 1267 y sitió el castillo, declarando que la custodia de la torre «no era un puesto para confiar a un extraño, mucho menos a un eclesiástico». A pesar de un gran ejército y maquinaria de cerco, Gilbert de Clare fue incapaz de tomar el castillo. El conde se batió en retirada, permitiendo al rey el control de la capital, y la paz para la torre el resto del reinado de Enrique III.
Aunque raramente estaba en Londres, Eduardo I se encargó de una costosa remodelación de la torre, de 21 000 libras, entre 1275 y 1285, más del doble de lo que se había gastado durante todo el reinado de Enrique III, y cantidad equivalente a unos 10,5 millones de libras en 2008. Eduardo I era un experto constructor de castillos, y usó su experiencia de acoso en la guerra durante las cruzadas para llevar innovaciones a la construcción del castillo. Su programa para el castillo en construcción en Gales incluyó la introducción de flechas iluminadas en las murallas de los castillos a lo largo de Europa, influencia del Este. En la Torre de Londres, Eduardo llenó el foso cavado por Enrique III y construyó una nueva muralla a lo largo, creando un nuevo recinto. Reconstruyó la parte más oeste del muro de Enrique III, reemplazando la vieja entrada por la torre Beauchamp. Se creó una nueva entrada, con defensas elaboradas que incluían dos puertas y una barbacana. En un intento por hacer el castillo autosuficiente, Eduardo I añadió también dos molinos.
La persecución de la población judía bajo el reinado de Eduardo I comenzó en 1276 y finalizó en 1290, cuando promulgó el Edicto de Expulsión que obligaba a los judíos a salir del país.

## Periodo medieval tardío

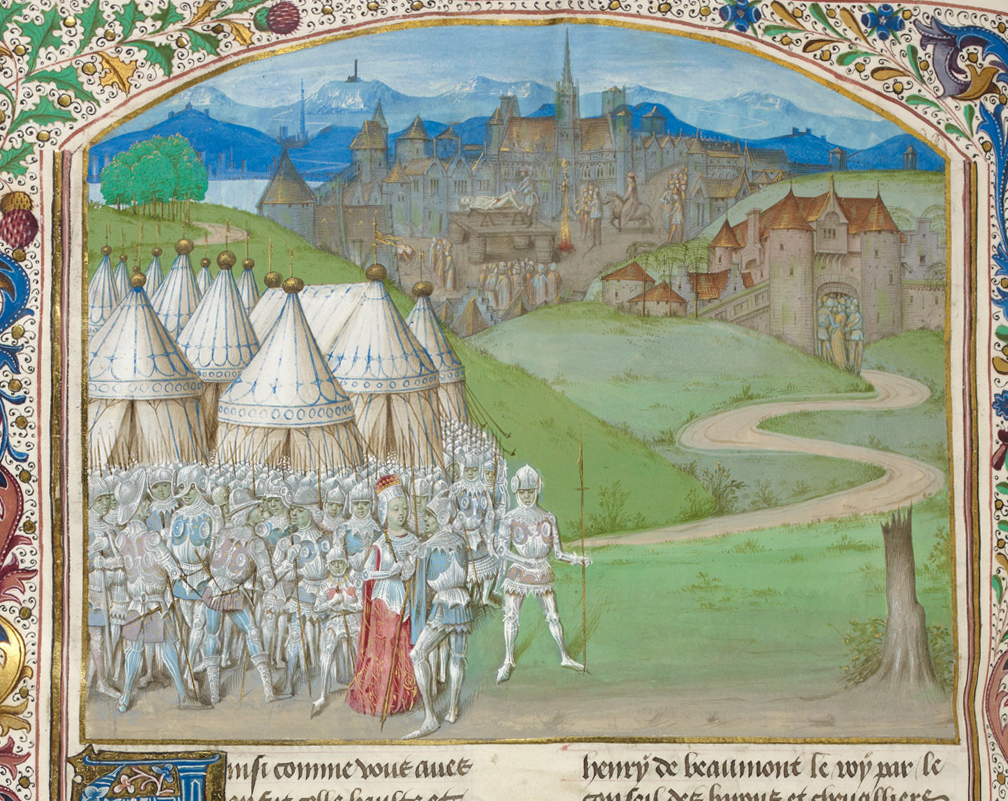
Roger Mortimer e Isabel de Francia

Durante el reinado de Eduardo II (1307-1327) había relativamente poca actividad en la torre. Sin embargo, fue durante este periodo cuando se fundó el Armario Privado. La institución tenía su sede en la torre y era la responsable de organizar las armas del estado. Margaret de Clare, baronesa Badlesmere, fue la primera mujer prisionera de la Torre de Londres, después de negar la entrada al castillo de Leeds a la reina Isabel de Francia y ejecutar a los mensajeros. Reservada por lo general para reclusos de alto nivel, la torre fue la prisión real más importante del país, a pesar de lo cual no era segura; a lo largo de la historia, muchos prisioneros sobornaron a sus guardias para que les ayudasen a escapar.
En 1322, el subteniente de la torre ayudó a escapar a Roger Mortimer, primer conde de March, dejando a los hombres de Mortimer dentro. Cortaron un agujero en el muro de su celda y Mortimer escapó hasta un barco que le estaba esperando. Huyó hasta Francia, donde se encontró con la esposa del rey Eduardo, Isabel de Francia. Comenzaron una aventura y planearon derrocar al rey. Uno de los primeros actos de Mortimer al entrar en Inglaterra fue capturar la torre y liberar a los prisioneros que permanecían dentro. Gobernó durante tres años, mientras Eduardo III era demasiado joven para hacerlo; en 1330, Eduardo y sus seguidores capturaron a Mortimer y lo encerraron en la torre. Bajo el mandato de Eduardo III (1312-1377), Inglaterra experimentó éxitos renovados en la guerra después de que el mandato de su padre hubiese puesto el reino en contra de los escoceses y franceses.
Entre los éxitos de Eduardo se encontraban las batallas de Crécy y Poitiers, donde el rey Juan II de Francia había sido tomado prisionero, y se había capturado al rey David II de Escocia. Durante este periodo, la Torre de Londres mantuvo retenidos a muchos nobles prisioneros de guerra. Eduardo II había permitido que la torre se descuidase, y para el reinado de Eduardo III el castillo era un lugar poco cómodo. Los nobles cautivos dentro de sus muros no podían participar en actividades como la caza, que sí se permitían en otros castillos usados como prisiones, como Windsor. Eduardo III mandó renovar el castillo.

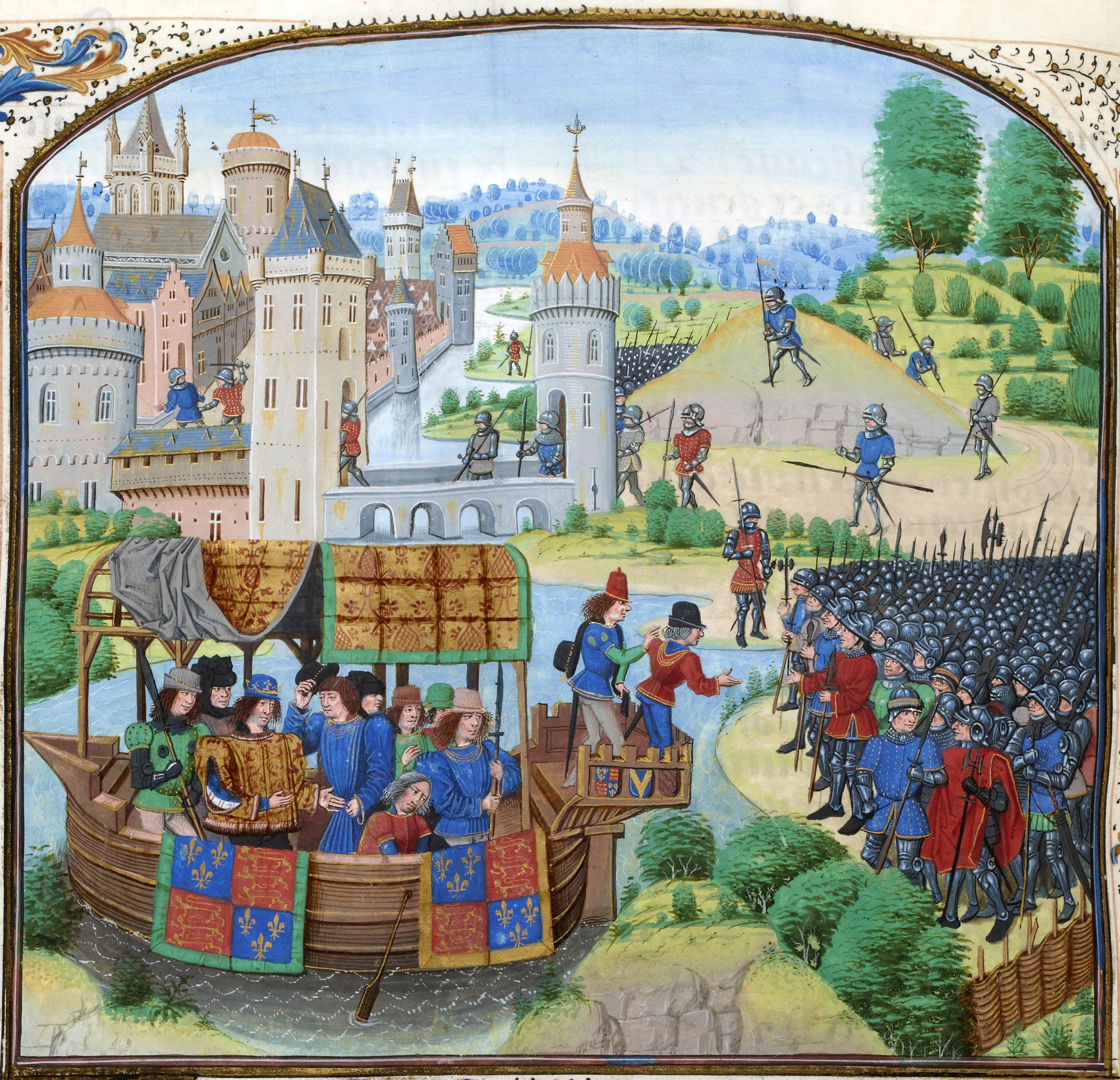
Imagen de Ricardo II saliendo al encuentro de los rebeldes durante la Revuelta Campesina de 1381

Cuando Ricardo II fue coronado en 1377, lideró una procesión desde la torre hasta la abadía de Westminster. Esta tradición comenzó al menos en el siglo XIV, y duró hasta 1660. Durante la Revuelta de los Campesinos de 1381, la Torre de Londres fue sitiada con el rey dentro. Cuando Ricardo salió al encuentro de Wat Tyler, el líder rebelde, una multitud irrumpió en el castillo sin encontrar resistencia, y saqueó la Casa de las Joyas. El arzobispo de Canterbury, Simon Sudbury, se refugió en la capilla de San Juan, esperando que la muchedumbre respetase el santuario; sin embargo, fue movido de allí y decapitado en la explanada conocida como Tower Hill. Seis años después, tuvieron lugar nuevos disturbios, pasando el rey Ricardo las navidades en la torre en lugar de hacerlo en Windsor, como era lo habitual. Cuando, en 1399, Enrique Bolingbroke volvió del exilio, encerró a Ricardo en la Torre Blanca. Ricardo II abdicó y fue reemplazado en el trono por Bolingbroke, que tomó el nombre de Rey Enrique IV.
En el siglo XV, había poco trabajo de construcción en la Torre de Londres, aunque el castillo aún permanecía como importante lugar de refugio. Cuando los seguidores del antiguo Ricardo II trataron de dar un golpe, Enrique IV encontró refugio en la torre. Durante este periodo, el castillo albergó también distinguidos prisioneros. El heredero al trono escocés, que luego se convertiría en el rey Jacobo I de Escocia, fue secuestrado en un viaje a Francia en 1406 y retenido en la torre. El reinado de Enrique V (1413-1422) renovó la fortuna de Inglaterra en la Guerra de los Cien Años contra Francia; como resultado de estas victorias, incluyendo la de la Batalla de Agincourt, muchos prisioneros de alto rango fueron retenidos en la torre hasta ser rescatados.
Gran parte de la segunda mitad del siglo XV estuvo ocupada por las Guerras de las Rosas entre los aspirantes al trono, las casas de Lancaster y York. El castillo fue sitiado de nuevo en 1460, esta vez por las fuerzas yorkistas. Se dañó la torre con fuego de artillería, pero solo se rindió cuando el rey Enrique VI fue capturado en la Batalla de Northampton. Con la ayuda de Ricardo Neville, 16.º conde de Warwick y conocido como el "hacedor de reyes", (The Kingmaker), Enrique recuperó el trono por un breve periodo de tiempo en 1470. Sin embargo, Eduardo IV pronto retomó el control y Enrique VI fue encarcelado en la Torre de Londres, donde probablemente fue asesinado. Durante las guerras, se fortificó la torre para soportar el cañoneo, y se le proveyó de lagunas para los cañones y las armas de fuego. Se creó un recinto a tal fin al sur de Tower Hill, que no ha perdurado.
Poco después de la muerte de Eduardo IV en 1483, se cree que tuvo lugar el asesinato de los Príncipes de la Torre. El incidente es uno de los eventos más infames asociados con la Torre de Londres. El tío de Eduardo V, Ricardo, duque de Gloucester, fue declarado Lord Protector cuando el príncipe era demasiado joven para gobernar. Eduardo, de 12 años de edad, fue confinado en la Torre junto con su hermano pequeño Ricardo. El duque de Gloucester fue proclamado rey Ricardo III en julio. Los príncipes se vieron en público por última vez en junio de 1483; el motivo más razonable para su desaparición es que fueran asesinados en verano de 1483. Se descubrieron unos huesos en 1674, al demoler la entrada de la Torre Blanca, que se cree que pertenecieron a ellos. La oposición a Ricardo creció hasta que fue derrotado en la Batalla de Bosworth en 1485 por Enrique Tudor, de la casa Lancaster, que ascendió al trono como Enrique VII.

### Cárcel real
En el año 1100 llegó a este reducto el primer recluso del que hay constancia. No era una cárcel cualquiera, pues se reservaba para personajes de alto rango y relevancia, entre quienes figuran reyes derrotados de Escocia y Francia, así como aristócratas y clérigos caídos en desgracia o convictos de traición. A veces fue escenario de ejecuciones e incluso asesinatos, como los de Enrique VI, Eduardo V, de 12 años de edad, y el hermano menor de este, Ricardo, de 9 años.
Los prisioneros eran ubicados donde hubiera espacio. Mientras que algunos tenían poca libertad de movimiento, a otros se les permitía deambular por todo el complejo. Así mismo, las condenas que cumplían podían ser breves o largas. William Penn, el posterior fundador de la colonia americana de Pensilvania, soportó ocho meses de reclusión por sus convicciones religiosas. Sin embargo, el duque Carlos I de Orleans, sobrino del rey de Francia, fue derrotado en una batalla y pasó veinticinco años en custodia intermitente hasta que se pagó un exorbitante rescate por él. De igual modo, el cortesano, explorador y escritor sir Walter Raleigh soportó trece largos años, durante los cuales escribió su historia universal, titulada History of the World, y luego salió en libertad temporal para ser finalmente ajusticiado.

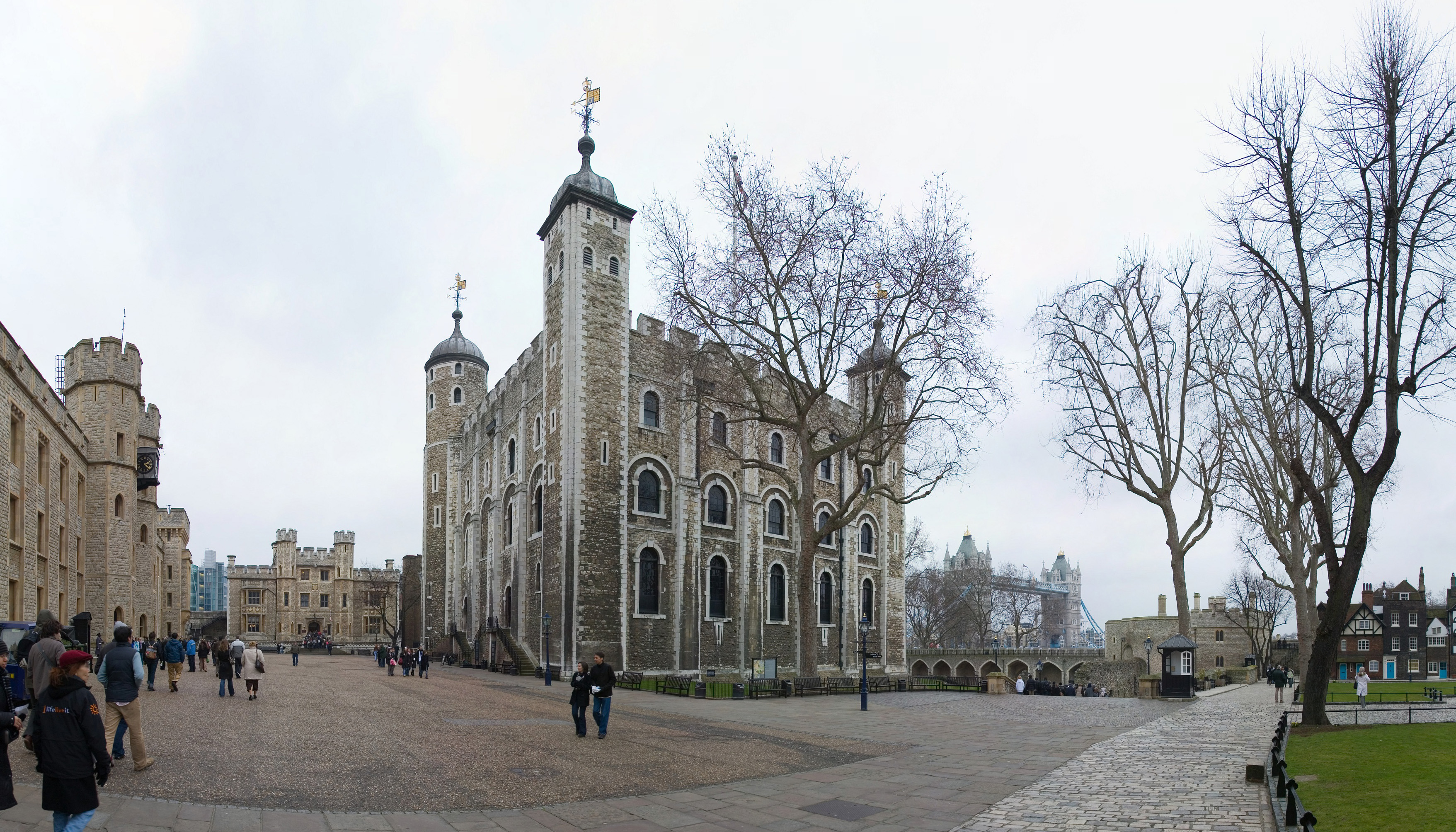
Exteriores de la Torre Blanca de Londres.

El heredero de Enrique VIII, su joven hijo Eduardo VI (también anglicano), prosiguió tras su coronación con las brutales purgas. Seis años más tarde murió y fue sucedido por María Tudor (católica fervorosa, a diferencia de Enrique VIII, su padre), la cual decapitó sin dilación a lady Jane Grey, de 16 años, y a su joven marido, títeres en la lucha por el poder. Isabel, hermana de padre de María, pasó muchas semanas de inquietud en la Torre antes de su liberación. Sin embargo, acabó convertida en reina, y encarceló y aplicó la pena capital a sus oponentes.
La mayoría de los criminales comunes eran ejecutados en sitios públicos como el cadalso de la cercana Colina de la Torre, a la vista de multitudes alborotadoras. También se hicieron públicas las ejecuciones de algunas personalidades de clase alta como Tomás Moro. Sin embargo, los nobles y, sobre todo, las mujeres, eran ejecutados de forma privada en el prado de la Torre, en el interior del complejo, y enterrados en la Capilla Real de San Pedro ad Vincula. Algunos de los nobles ejecutados en el exterior de la Torre están enterrados también en esta capilla.

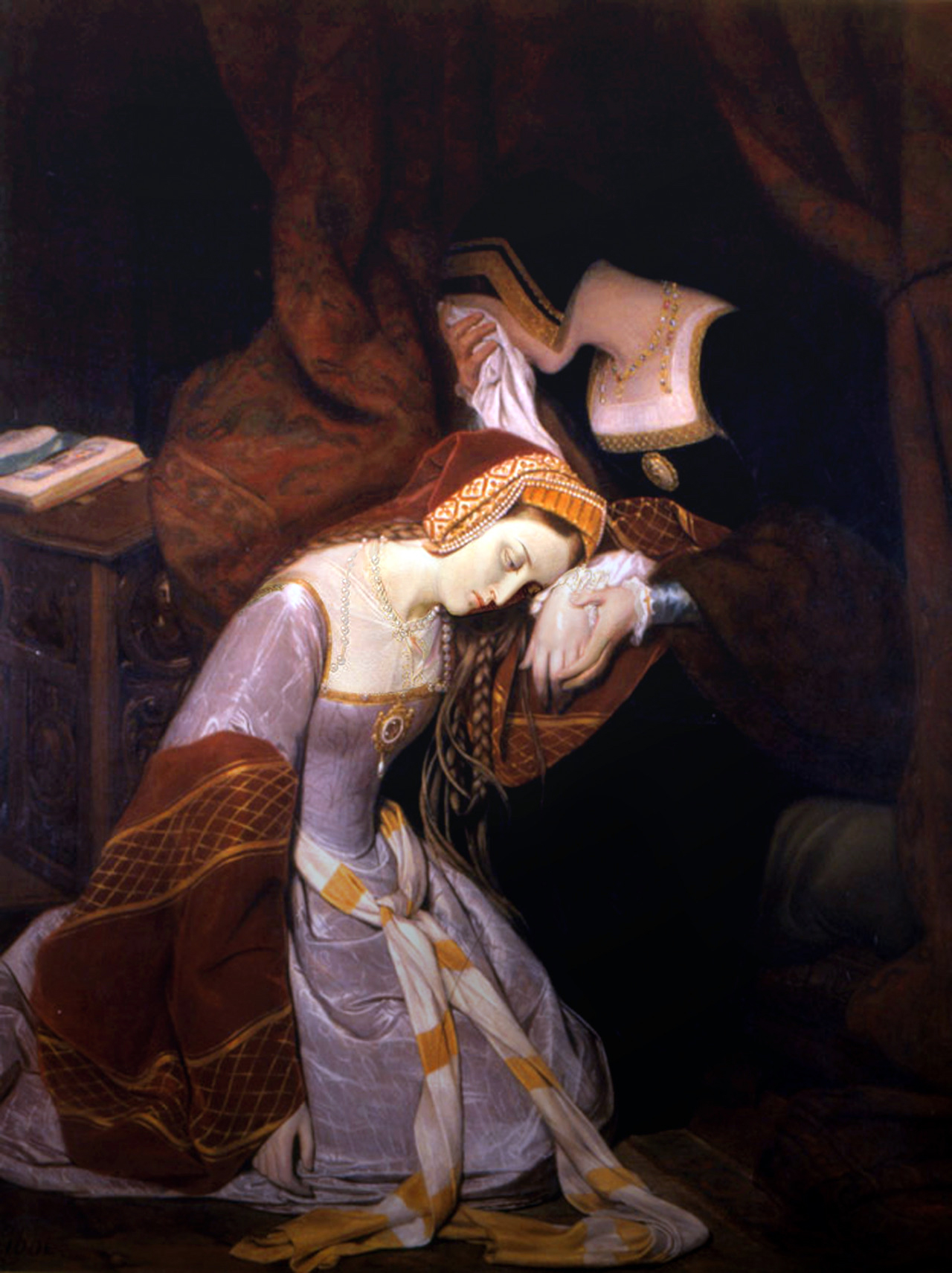
Ana Bolena en la Torre de Londres.

Algunos de los ejecutados en la Torre acusados de traición:
- William Hastings, barón de Hastings (1483)
- Tomás Moro, (1535)
- Ana Bolena, reina consorte (1536)
- Margaret Pole, condesa de Salisbury (1541)
- Jane Boleyn, vizcondesa de Rochford (1542)
- Catalina Howard, reina consorte (1542)
- Jane Grey, reina (1554)
- Robert Devereux, II conde de Essex (1601)

La leyenda dice que se puede ver a Ana Bolena, ejecutada por traición al rey Enrique VIII, pasear por la Torre con su cabeza bajo el brazo.[cita requerida]
El uso militar de la Torre como fortificación se volvió obsoleta con la introducción de la artillería. Sin embargo, la Torre sirvió como cuartel general del departamento de armamento británico hasta 1855. Durante la Primera Guerra Mundial once espías alemanes estuvieron prisioneros en la Torre. En 1941 el ayudante de Hitler, Rudolf Hess, permaneció encerrado en la Torre durante cuatro días.[cita requerida]

### Casa de fieras

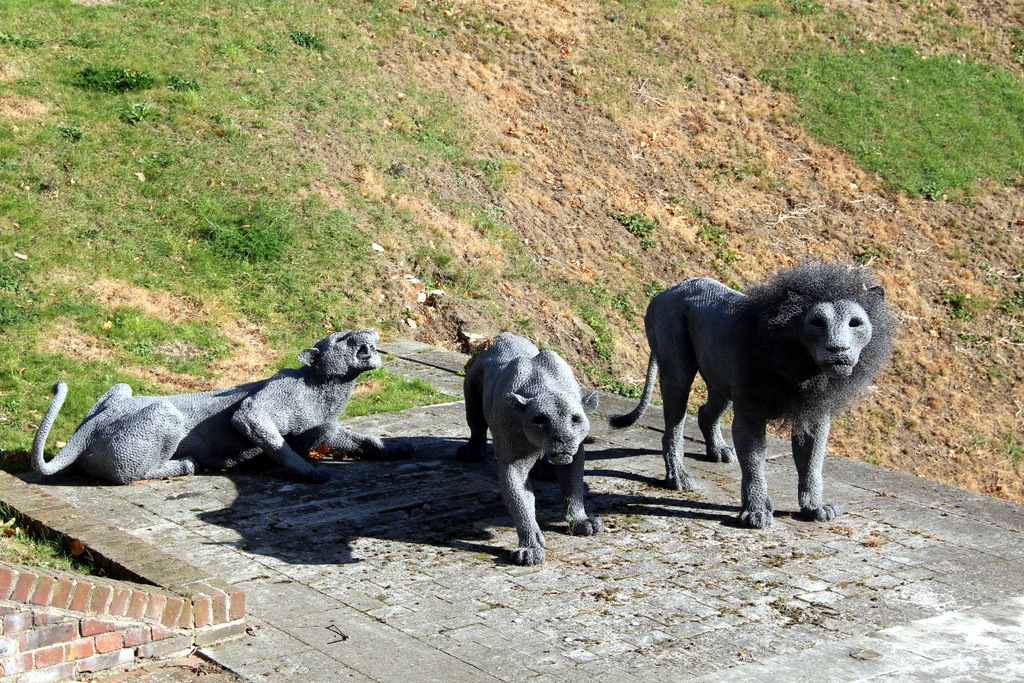
Estatua de leones

En el siglo XIII se estableció en la Torre una casa de fieras, probablemente en los inicios de 1204 durante el reinado de Juan I y posiblemente, con animales procedentes de una antigua casa de fieras establecida en 1125 por el rey Enrique I en su palacio cerca de Woodstock. La colección de animales se abrió algunas veces al público durante el reinado de Isabel I. En 1804 la colección se abrió al público de forma regular. Aquí fue donde el poeta William Blake vio al tigre que inspiró su poema. Los animales se trasladaron al nuevo zoológico de Londres en 1828. Aún se conserva una puerta con el nombre de puerta del león en honor a los animales que un día residieron en ella.

## Fenómenos paranormales
La actividad paranormal de este lugar es todo un récord, ya que en el año 1241 ya se hablaba de un fantasma que pululaba entre estos muros, el del canciller Thomas Becket, que fue gobernador de la Torre y fue asesinado durante una misa por orden del rey Enrique II en 1170. La torre estaba en obras de restauración que se retrasó durante años debido a accidentes que acabaron con la vida de algunos trabajadores, algunos de ellos fueron testigos del fantasma de Becket, y durante mucho tiempo nadie quiso trabajar en esas obras.
Desde ese punto, el lugar se convirtió en un sitio temible, y que allí se ejecutara a miles de personas al ser prisión de estado, no ayudó demasiado, de hecho cientos de personas hablaban de ser testigos de apariciones, e incluso de auténticas procesiones de difuntos, muchos de ellos sin cabeza.

## Actualidad
Hoy la Torre es básicamente una atracción turística. Además de los edificios se pueden ver las joyas de la Corona británica, una colección de armaduras reales y restos de la muralla romana.
El control de la Torre corre a cargo de los alabarderos, conocidos popularmente como Beefeaters, que actúan como guías turísticos siendo ellos mismos una atracción. Cada tarde los guardias participan en la ceremonia de las llaves que asegura la Torre durante la noche.
Según manda una antigua tradición, si los seis cuervos que se mantienen en la Torre desaparecieran algún día, se caería la Torre, y con ella la monarquía.
En verano de 2014, la Torre de Londres fue rodeada de un mar de color carmesí. Una instalación, concebida por el artista Paul Cummins y el diseñador Tom Piper, conmemoró a todos y cada uno de los fallecidos durante la Primera Guerra Mundial, mediante la plantación de 888 246 amapolas de cerámica roja en un mar que fluye alrededor de la torre. La instalación, titulada “Blood Swept Lands And Seas Of Red” se dio a conocer el 5 de agosto, exactamente 100 años después del primer día de la participación de Gran Bretaña en la Primera Guerra Mundial.

## Galería de imágenes

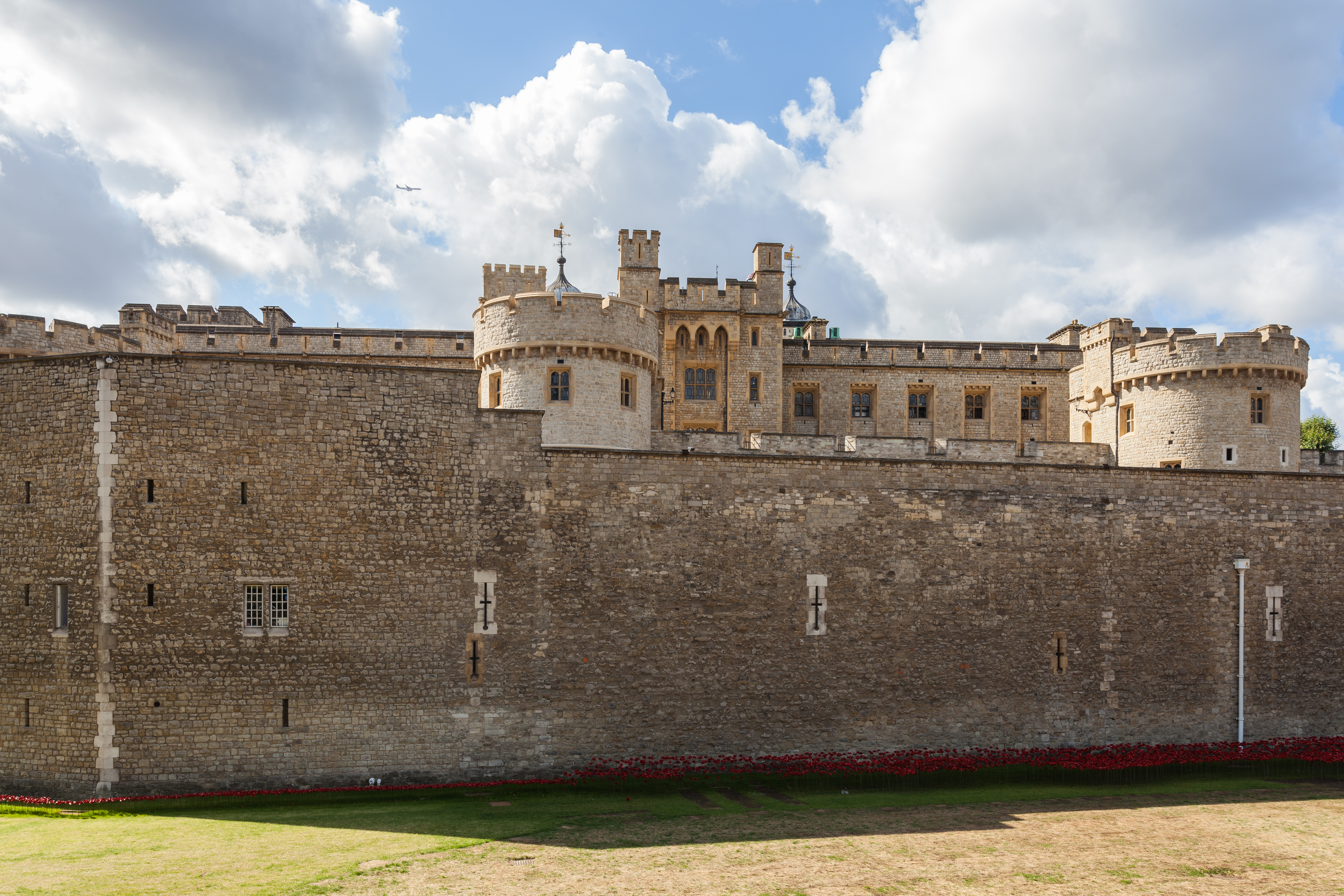
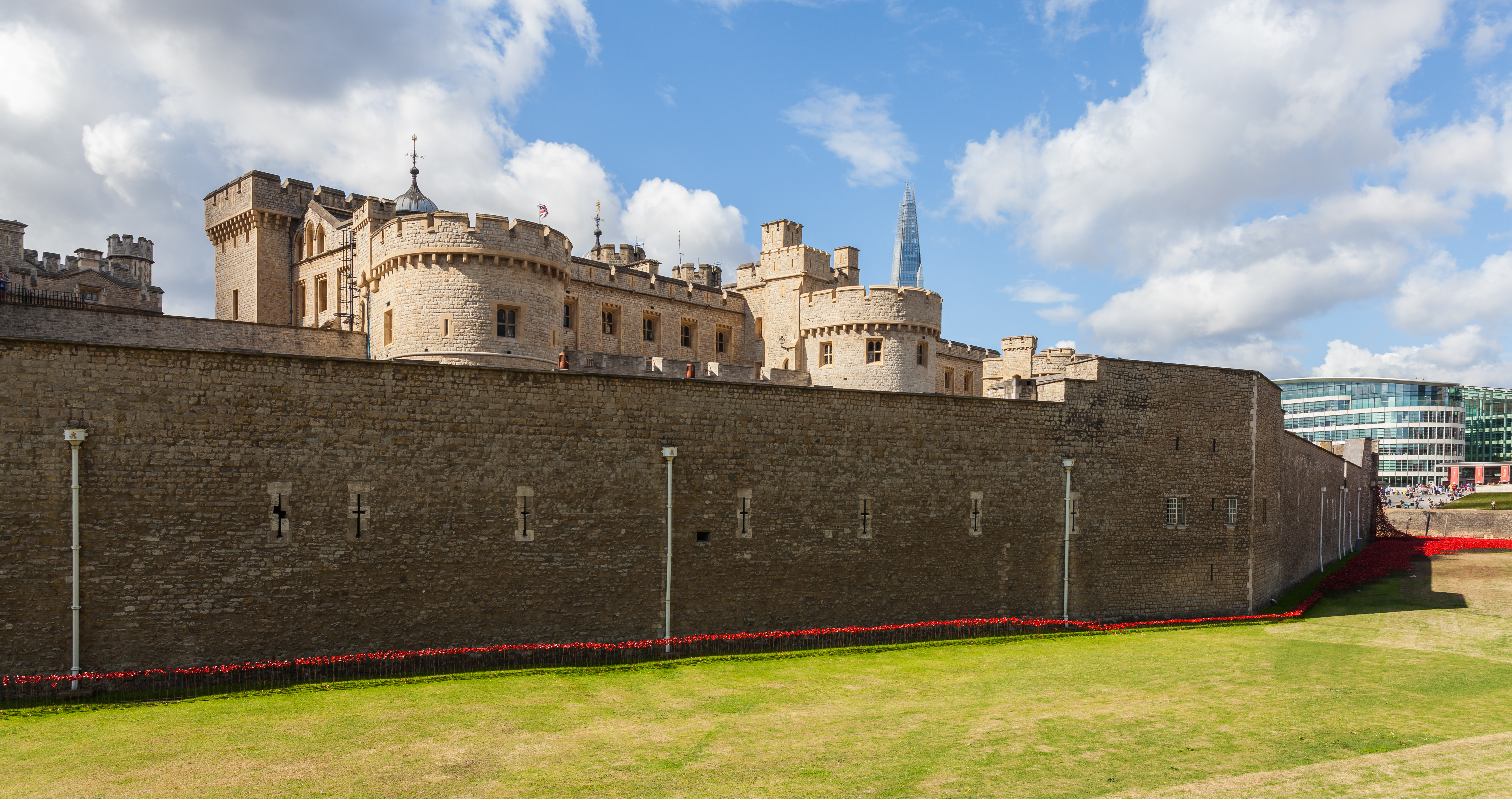
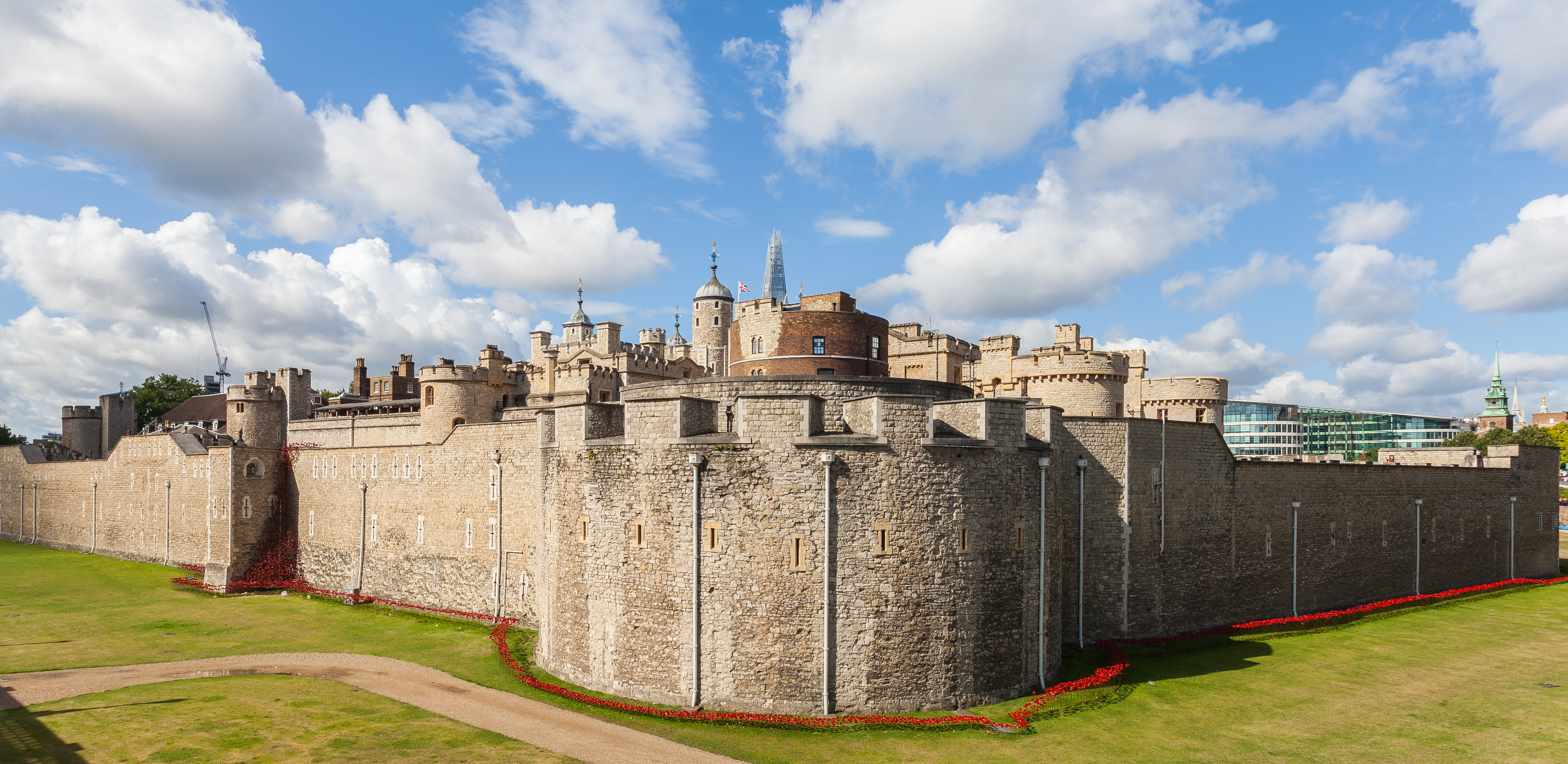
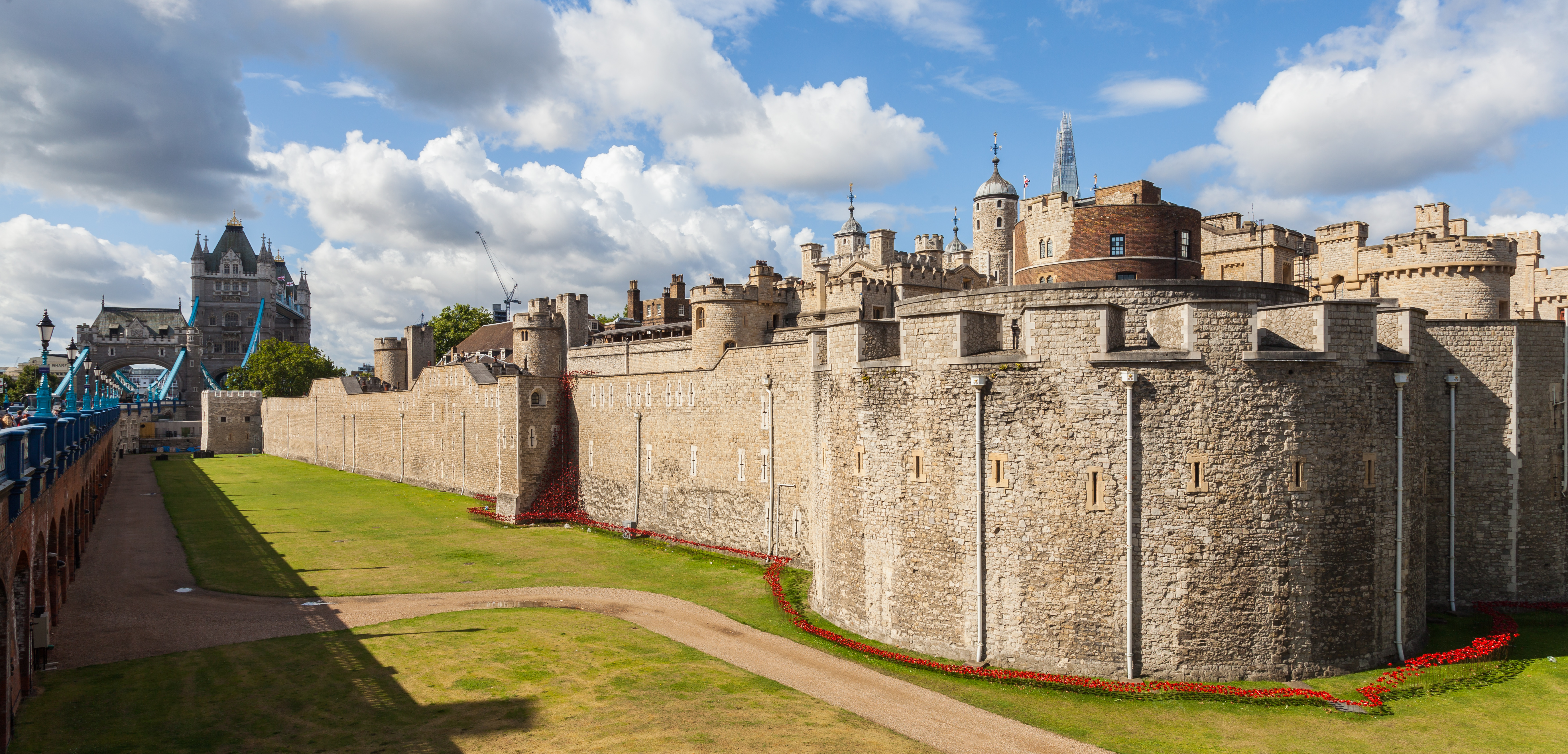
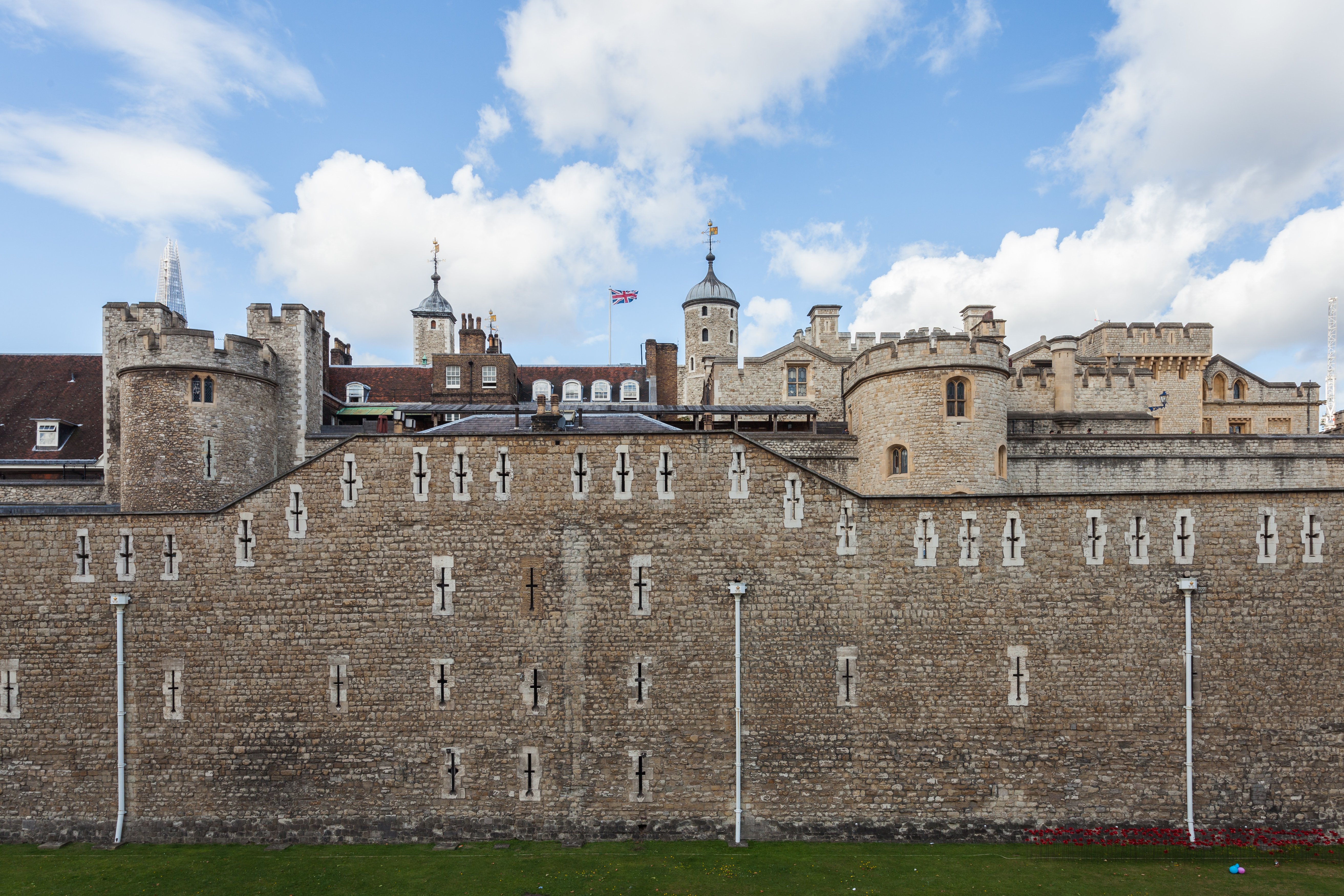
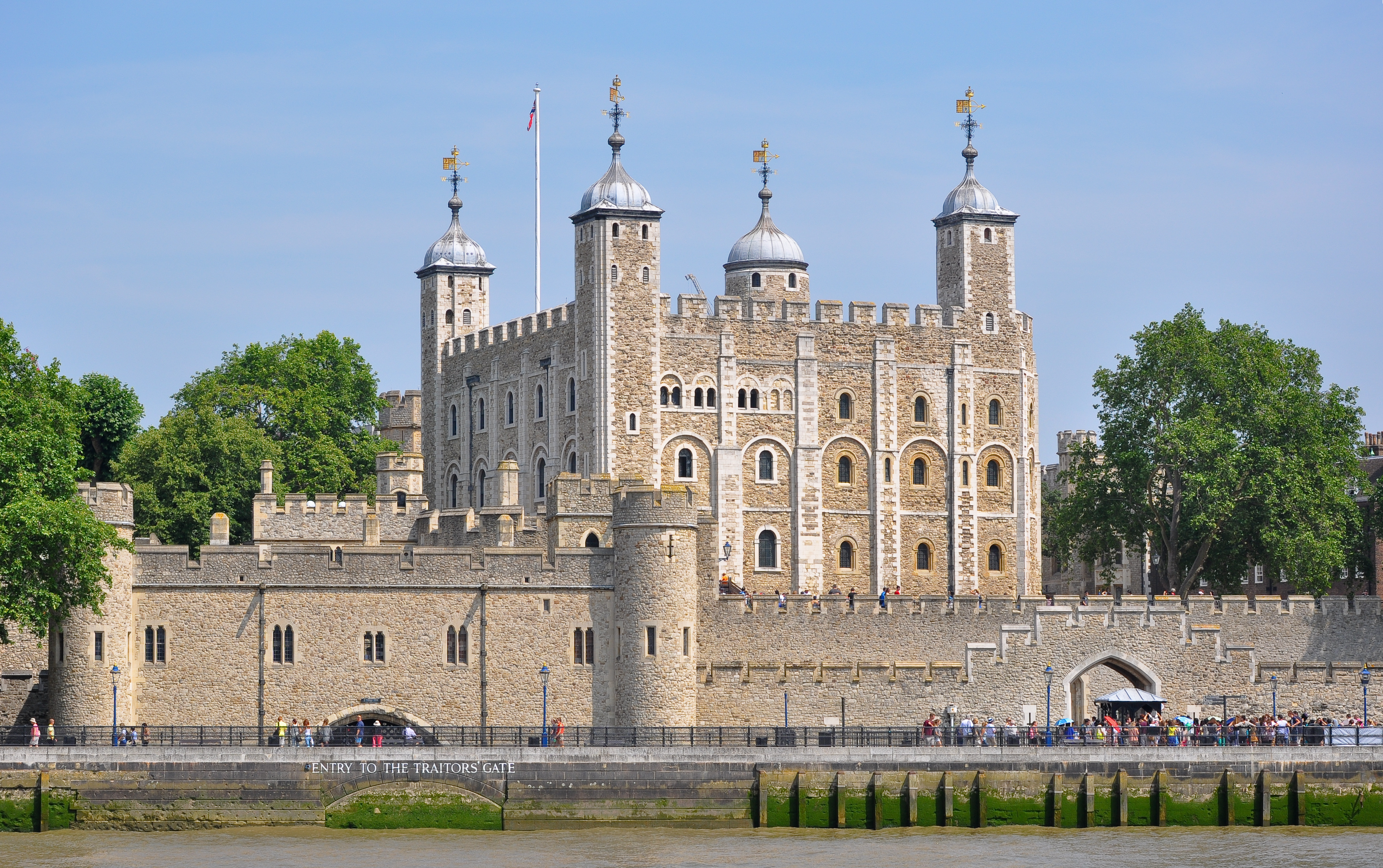
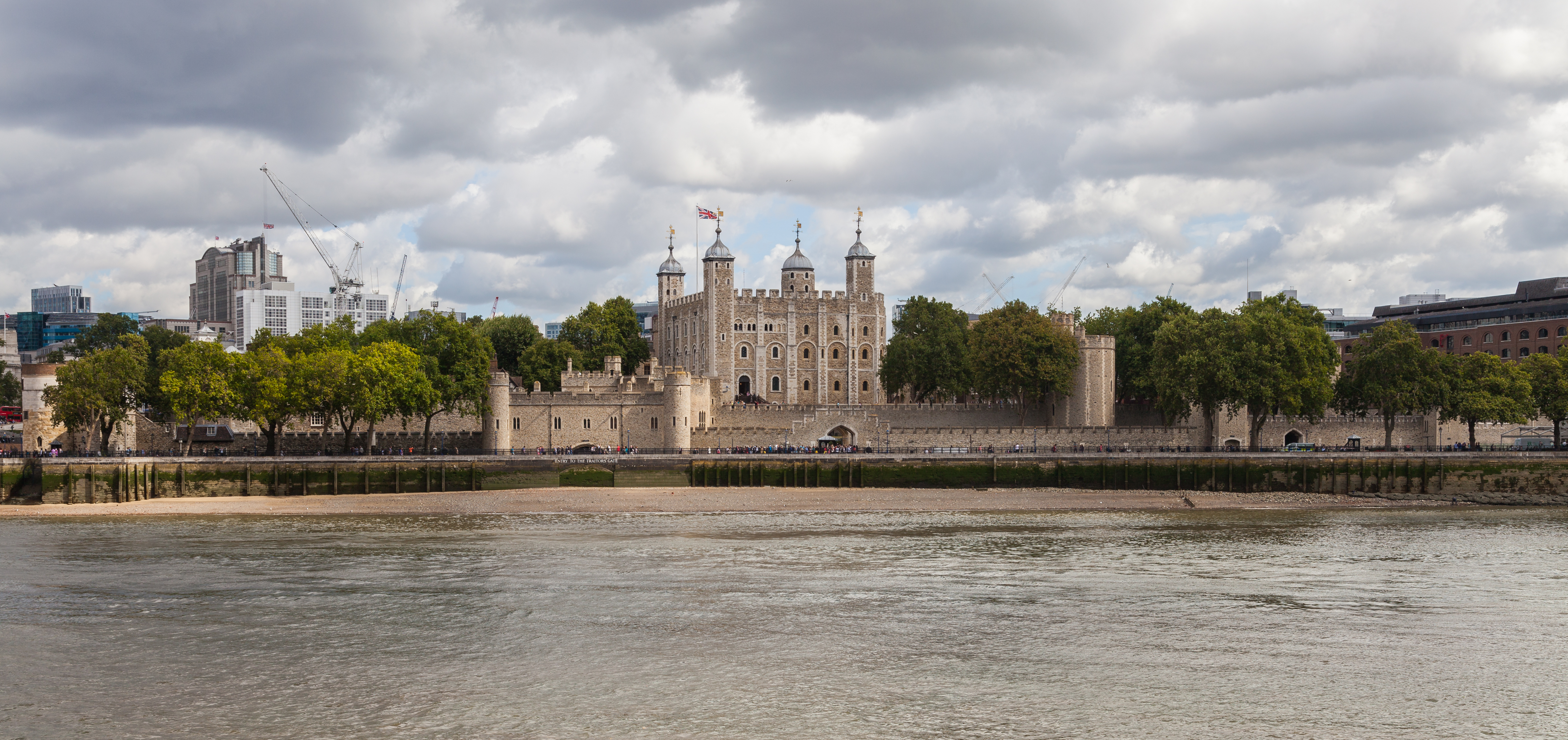